# Visby
Visby är en tätort som är centralort i Region Gotland samt residensstad i Gotlands län. Visby är även stiftsstad i Visby stift. Visby har 26 000 invånare (7 feb 2024). Den medeltida hansestaden Visby är en av de bäst bevarade medeltida städerna i Skandinavien och är sedan 1995 med på Unescos världsarvslista.
Visby kallas ”rosornas och ruinernas stad”.

## Etymologi
Namnet kommer av vi: "(hednisk) offerplats", och by: "stad" (den ursprungliga betydelsen av det sistnämnda ordet har gått förlorad i svenskan men finns kvar på danska, norska och gutniska). I Gutasagan (omkring 1230) benämns orten endast Wi och ordet betyder alltså 'helig plats, kultplats'.

## Historia
De äldsta fynden på platsen för dagens Visby är vad som tolkats som "strandbodar", med C14-metoden daterade till 700–900-talen e.Kr. Längs vikingatidens gotländska kust fanns en rad hamnar med gravfält och viss bebyggelse. I Visbys omgivning fanns en vid Kopparsvik ("köpvik") en kilometer söder om Visby, en annan vid Gustavsvik två kilometer norr om Visby. En sådan fanns troligen även vid Visby. Vid Donners plats har man påträffat rester efter ett vikingatida gravfält. Vid mitten av 1000-talet upphörde gravfältet att användas, ungefär samtidigt kan man skönja de första spåren av permanent bebyggelse i Visby.
Enligt Gutasagan skall Gotlands första kyrka, Allhelgonakyrkan, ha uppförts här på den plats där senare S:t Pers kyrka byggdes. Allhelgonakyrkans byggande kan troligen kopplas till att man velat skapa en plats på ön där man kunnat garantera fred för utländska köpmän, på samma sätt som gotlänningar fick beskydd på utländska orter. Till en början var Visby bara en av många sådana platser, men Visby blev snart den dominerande platsen. Ett uttryck för Visbys växande betydelse är de gotländska penningarna, som börjar präglas i staden omkring 1140. Någon gång mellan 1158 och 1161 uppfördes den äldsta kända byggnaden i Visby, Kruttornet, vid den gamla hamnen. Årtalet har kunnat dateras efter så kallade årsringsdateringar av en träbjälke i tornets tredje våning.
Visbys framväxt hänger starkt samman med handelsavtal med svenska, danska, och ryska härskare under 1100-talet. 1161 fick de gotländska köpmännen genom ett fördrag med Henrik Lejonet av Sachsen sina omfattande fri- och handelsrättigheter i hela det sachsiska området bekräftade. I dokumentet, det så kallade Artlenburgfördraget uttrycks en förhoppning att gutarna flitigare skulle besöka Lübeck nu när freden var återställd. Dokumentet antyder att någon form av konflikt uppstått mellan gutar och tyskar, och det ligger nära till hands att anta att de ökade tyska intressena i Novgorodmarknaden sågs som ett allvarligt hot mot gotlänningarnas intressen. Enligt arkeologiska resultat verkar det så kallade Rolandstorget, det ekonomiska handelscentret i staden, ha lagts ut kort före cirka 1200.
Först 1203 omtalas Visby för första gången i bevarat skriftligt källmaterial. Det är Henrik av Lettland som i sin krönika nämner "Wysby" i samband med att pilgrimer på resa till Livland kom dit. Namnet måste emellertid ha betydligt längre relevans bakåt, vilket inte minst syns av att "Wysby" i samma källa nämns som en "civitas", det vill säga en stor stad. Det bekräftas också av att Visbyrådet, med ett tyskt och ett gutniskt råd kan beläggas omkring år 1231. Det visar också att Visby var enastående jämfört med andra nordiska städer, där rådsorganisationen införs betydligt senare.

### Hansatiden

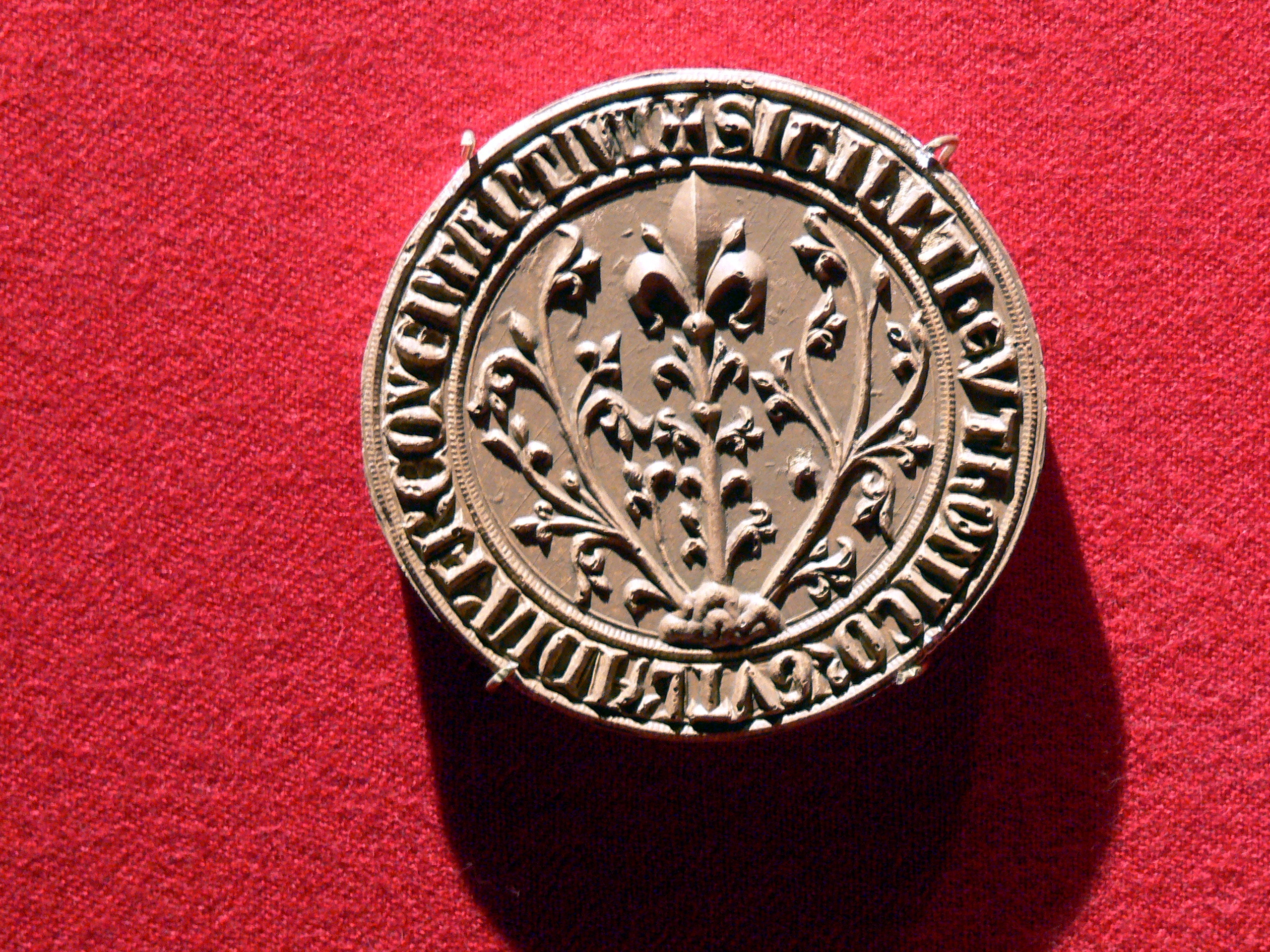
Skråväsensigill över tyska köpmän i Visby.

Redan på 1200-talet var Visby ett viktigt säte för den framväxande Hansan. Stadens befolkning var då till viss del tysk, men det tyska befolkningselementets makt har kraftigt överdrivits i historieskrivningen. Senare tids forskning visar att gotlänningarna i staden, medeltiden igenom, var det tongivande befolkningsskiktet och under hela 1200-talet var det företrädare för dessa som hade avgörandet i sin hand när det till exempel gällde den viktiga Rysslandshandeln. Däremot kan tydligt skönjas hur gotlänningarna i Visby "kulturinfluerades" söderifrån och förtyskades såväl till språk som till namn. Det var också de gutniska Visbyköpmännen som kraftigt dominerade handeln på Västerhavet under detta århundrade, och ännu i slutet av 1300-talet var Visbygotlänningar hälften av de Visbyköpmän som bedrev handel i Nederländerna och Flandern. De bägge nationaliteterna ledde också till kyrkliga förhållanden som är unika i den kristna världen. I de tre församlingarna under klinten fanns nämligen två församlingskyrkor i vardera, en för gotlänningar och en för tyskar (S:t Clemens, S:t Lars och S:t Hans för gotlänningar, S:t Olof, Drotten och S:t Per för tyskar, i klintförsamlingen däremot byggdes bara S:t Mikael), vilket också visar sig i den församlingskyrka som 1225 inrättades i den före detta tyska faktorikyrkan, "Vår kära frus kyrka" (nuvarande Domkyrkan). Vid denna fanns två kyrkoherdar och två församlingar, en tysk (som var den största) och en gutnisk.
Ny forskning visar också, att inbördeskriget mellan stad och land 1288, inte handlade om motsättningar i handeln. Farmannahandeln (böndernas handel) hade nämligen, visar källorna, i stort sett upphört redan före 1200-talet. När därför ringmuren uppfördes, senast omkring 1270, skedde det av skyddshänsyn och med "landets" (böndernas) godkännande. Inbördeskriget i sig berodde snarast på att Visbyborna av realpolitiska skäl år 1285 måste anpassa sig till kung Magnus Ladulås krav på en skattehöjning, mot "landets" vilja, vilket föranledde bönderna att stationera en kontrollman i staden, vilken omtalas 1286. Då borgarna inte ansåg sig kunna acceptera detta införde de 1287, efter att de 1285 börjat bygga porttorn i den befintliga muren, tullar mot böndernas handel i staden – och eftersom all gotländsk fjärrhandel vid denna tid utgick från Visbys hamn, till exempel nämns flera gånger "Gotlands hamn" som om det bara existerade en enda hamn på ön, blev det ett hårt slag mot bönderna. Det fick "landet" att gå till attack. Kriget avslutades med att Magnus Ladulås gick in och i Nyköping tog stadens parti, så att denna för framtiden blev självständig gentemot "landet". Visserligen fick staden böta 2 000 mark för att man utan kungens tillstånd fört krig och dessutom låtit uppföra en mur runt staden. Men detta måste snarast ses som en självklar avgift för att kungen ställde sig på stadens sida och även formellt godkände uppförandet av muren. Detta är också det äldsta omnämnandet av Visby ringmur.

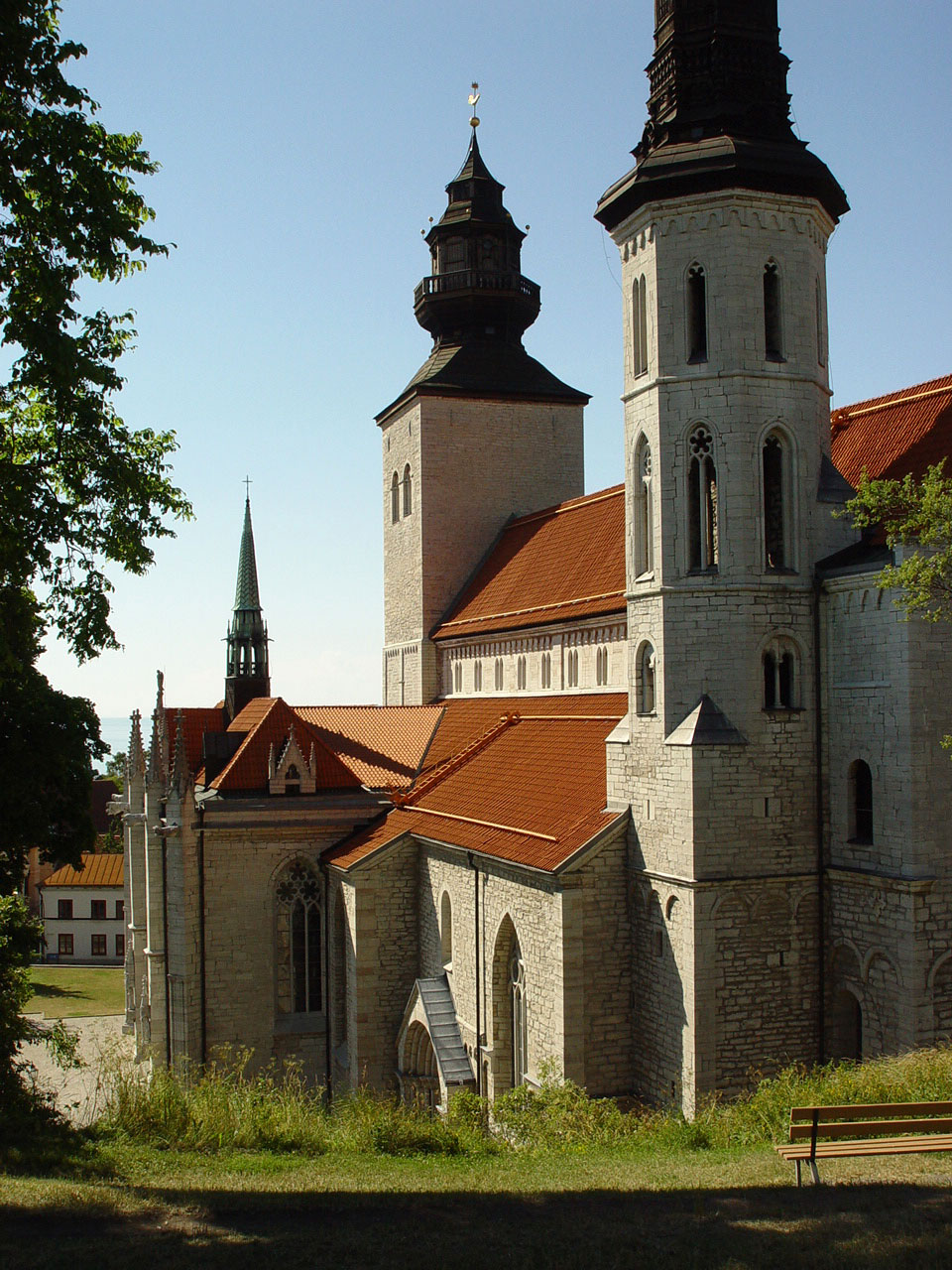
S:t Mariakyrkans kor invigdes 1225.

Det nya läget i sin tur fick till följd att bönderna som hämnd tycks ha stängt den stora gutniska handelsgården i Novgorod, "Gutagård" (eller "Gotenhof", som den nämns på tyska), vilket fick till följd att Visbys auktoritet som den ledande staden i handelsgemenskapen ifrågasattes, och 1294 attackerades Visbys ledande ställning av Lübeck, som successivt kunde rycka till sig ledarpositionen. Den 27 juli 1225 invigdes S:t Mariakyrkans kor. Biskop Bengt av Linköping utfärdade då ett privilegiebrev för "burgenses" i staden. Tyska gästande köpmän, som byggt kyrkan, överlämnade nu kyrkan till de i Visby boende tyskarna som vid kyrkan inrättade två församlingar, en tysk och en gutnisk. Efter denna tidpunkt är det alltså inte längre relevant att kalla kyrkan för "tyskarnas" kyrka. De tyska handelsskepp som ankom till staden skulle dock fortfarande ha skyldighet att erlägga "elemosina" till kyrkans byggnadsfond. Vid denna tid omtalas också en av stadens skolor, vid S:t Jacobs kapell. Som handelsstad hade Visby också stor betydelse för de baltiska länderna. 1229 får det så kallade "Köpmanssällskapet" i Visby ta ställning till det så kallade Smolenskfördraget som slutits mellan staden Riga och fursten i Smolensk. Man ville att fördraget även skulle innefatta den gotländska kusten. Resultatet blev en Visbyvariant av samma fördrag, accepterat av Visbys tyska och gutniska invånare och en rad tyska städer.

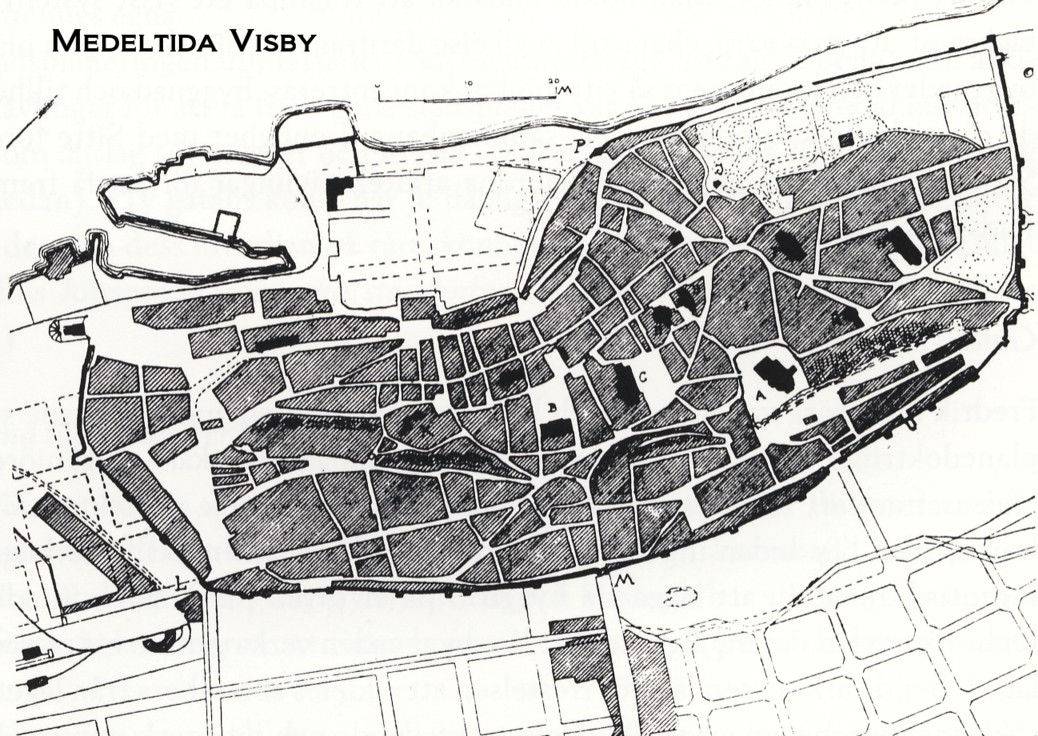
Det medeltida Visby.

Runt 1228 bildade tiggarmunkar ur Dominikanorden det dåtida Sveriges första dominikanerkloster i Visby. Den äldsta stenhusbebyggelsen med sina karakteristiska trappgavelhus uppfördes utmed Strandgatan. 1263 stod enligt dendrodatering det så kallade "Liljehornska huset" på Strandgatan färdigbyggt. Byggnaden är med sina sju våningar det högsta medeltidshuset i det nuvarande Visby och kan möjligen vara identiskt med det "mycket stora" hus som den till Lübeck utflyttade Visbyrådmannen Henrik Gildehusen 1393 överlät till sina i Visby kvarstannade barn. En annan fortfarande existerande medeltida byggnad vid gatan är det Gamla apoteket. Husets bottenvåning är närmast oförändrad sedan medeltiden. Två bjälkar i taket har dendrodaterats till 1287–1291. Såväl Liljehornska huset som Gamla apoteket tillhör den "andra generationens" medeltida stenhus, byggda över såväl ursprunglig träbebyggelse som den första stenbebyggelse som började uppföras i slutet av 1100-talet. 1280 slöts ett fördrag på tio år mellan det tyska borgerskapet i Visby och dess "speciella vänner", det vill säga borgarna och köpmännen i Lübeck. Fem år senare mötte på Kalmar slott Magnus Ladulås representanter för kung Erik Magnusson av Norge och tjugotre hansastäder. Då bekräftades att Gotland ska tillhöra Sverige.

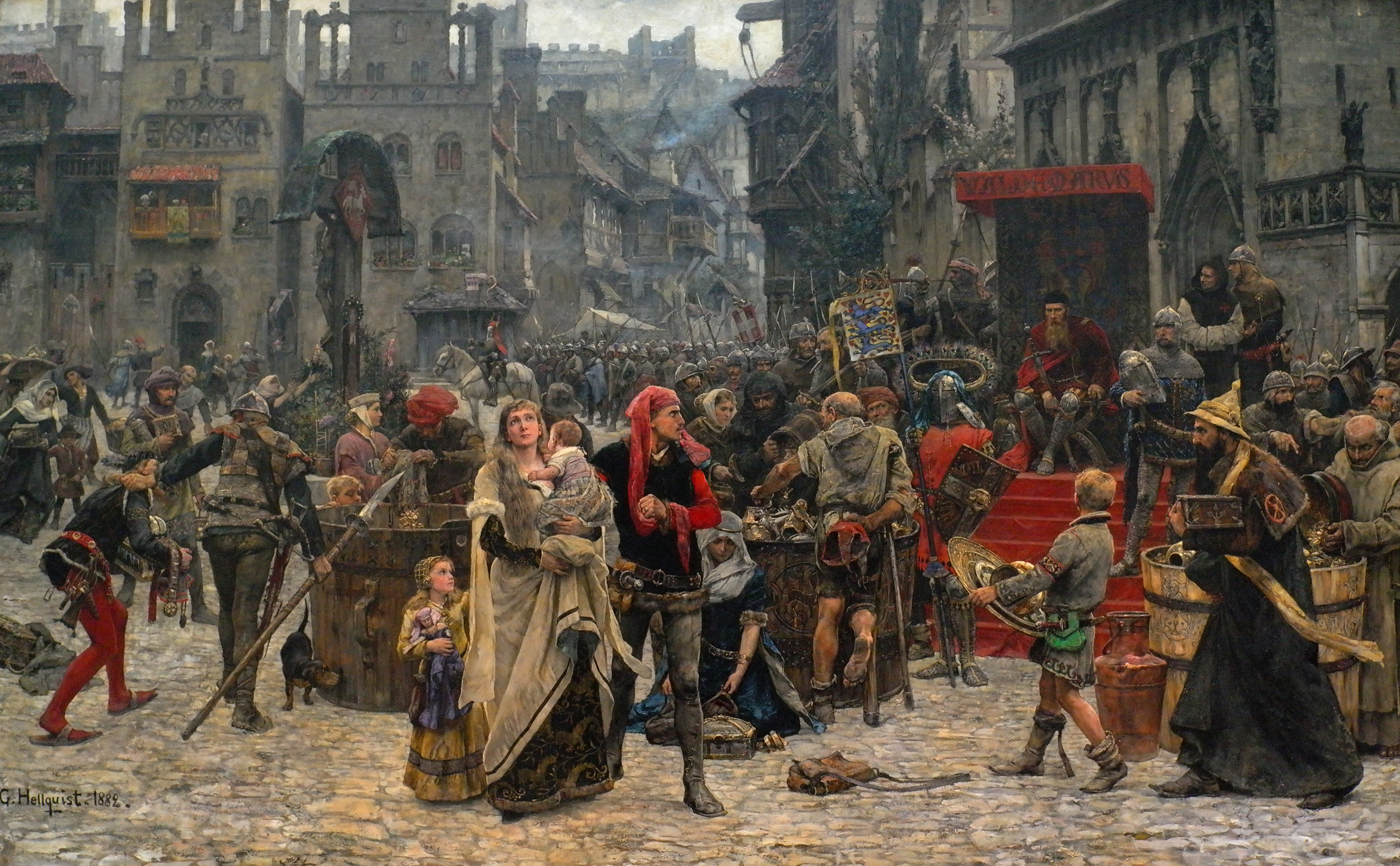
Brandskattningen av Visby 1361.

1361 attackerades Gotland av den danske kungen Valdemar Atterdag. Enligt en legend skall denna erövring ha följts av brandskattningen av Visby, men historiska fakta är osäkra. Det sannolika scenariot är, att Visbyborna frångått en överenskommelse med bönderna om gemensamt försvar mot inkräktaren. Legenden förtäljer ursprungligen att "Nils Guldsmed" (en köpman Claus Goltsmit kan beläggas i staden något senare) dragit till kungen och tubbat honom att skona staden för att istället plundra bönderna. Vid den avgörande drabbningen på Korsbetningen, öster om muren, mellan danskar och gutniska bönder, förblev staden passiv och åsåg hur bönderna, som förmodligen förlitat sig på hjälp och stöd från staden, slaktades av de danska knektarna. Efter slaget förhandlade Visbys invånare med kung Valdemar och överlämnade staden utan strid mot att i gengäld få sin ställning som hansestad bekräftad genom nya privilegier. Striden, och den efterföljande skatt som stadsborna utan tvekan erlagt (påståendet om "brandskatt" kan vara ett taktiskt försök att urskulda stadsborna som svikit en överenskommelse med bönderna), förändrade emellertid inte Gotlands statsrättsliga position på annat sätt än att den blev osäker. Valdemars brandskatt bestående av tre fyllda bryggkar med silver sägs ha gått förlorad vid Karlsöarna. Kung Valdemar kallade sig själv inte "kung över Gotland" förrän 1362, då det första kriget mot hanseaterna stod för dörren, och hade förmodligen ursprungligen inga andra avsikter med attacken mot ön än att berika sig själv, och finansiera erövringen av Skånelandskapen. Hansedagen 1364 deklarerade också att Visby var en fri hansestad, undersåte varken under Danmark eller Sverige. Men inte förrän efter att Tyska orden 1408, efter 10 års av gotlänningarna mycket uppskattat innehav av ön återlämnat den till unionsriket, kan man räkna Gotland och Visby som danskt.

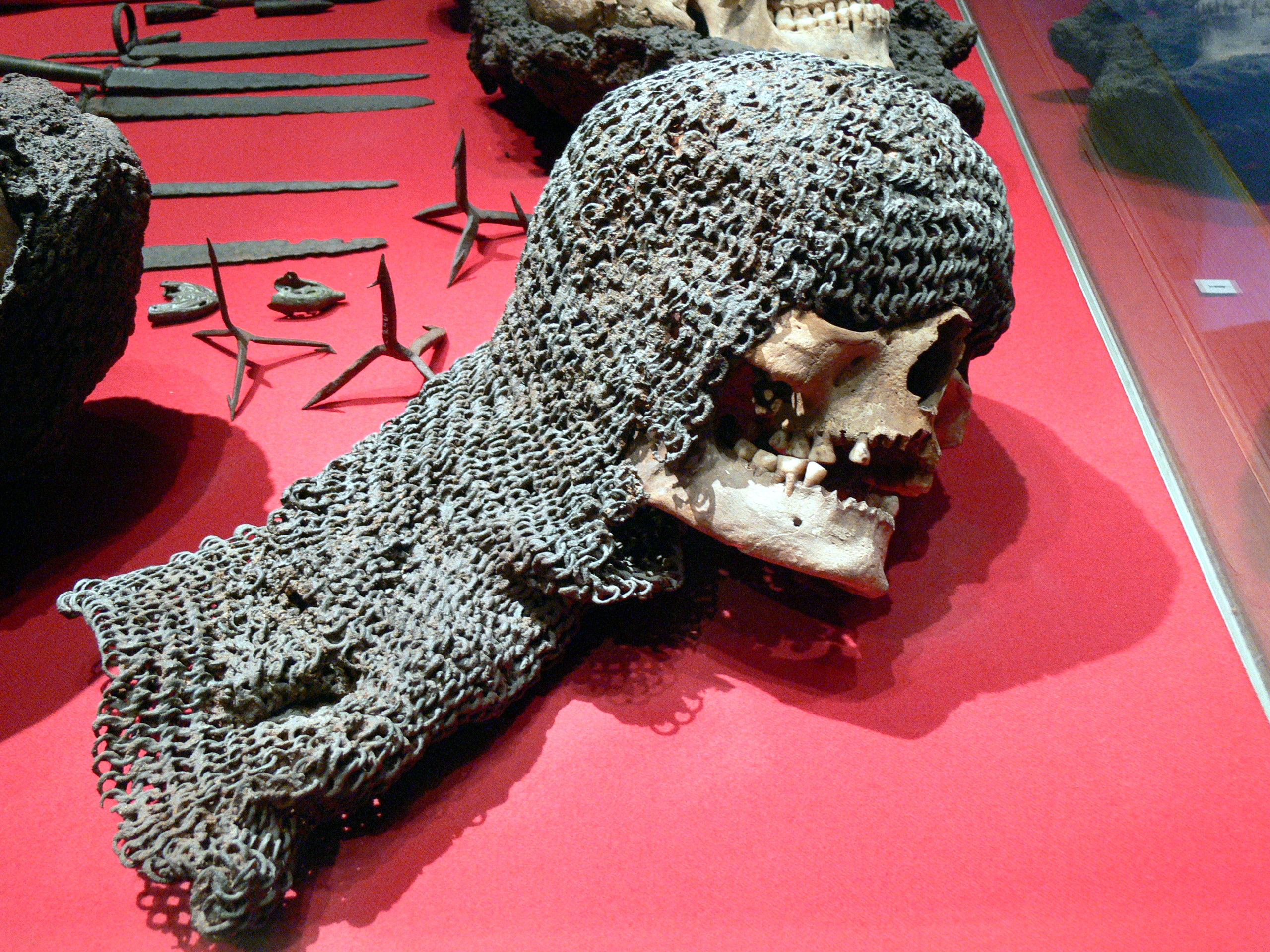
Ett offer från Valdemar Atterdags invasion 1361.

Danskarnas erövring av ön hade alltså inte några omedelbara konsekvenser för Visby. Men handeln hade dock redan börjat ta andra vägar, framförallt över Lübeck i Tyskland. Konjunkturen hade planat ut och började från 1300-talets slut gå nedåt.
Under kriget mellan Albrekt av Mecklenburg och drottning Margareta hade "sjörövare", kända under namnet vitaliebröderna, etablerat sig på Gotland. Dessas framfart drabbade Visbys borgare hårt och då dessa hade nära band till Tyska orden såg sig högmästaren Konrad von Jungingen nödsakad att ingripa. I mars 1398 landsteg således en ordensarmé bestående av 4 000 man på ön. Öns befälhavare Sven Sture drog sig tillbaka till Visby, men misslyckades med att mobilisera borgarna mot orden, varvid det stod klart att han inte skulle kunna segra. Förhandlingarna mellan de bägge parterna påbörjades därför snart och den 5 april överlämnades Gotland till orden. Sven Sture lovades fritt avtåg och lämnade ön tillsammans med sina soldater, vilket även större delen av ordensarmén gjorde, endast 200 man lämnades kvar för att övervaka ön.

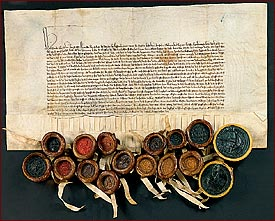
Avtal mellan Tyska orden och Gotland 1399.

Drottning Margareta krävde snart att ön skulle överlämnas till Kalmarunionen samtidigt som högmästaren krävde att orden skulle ersättas för de kostnader den tvingats stå för genom sin kontroll av ön. Förhandlingarna drog ut på tiden och drottning Margaretas tålamod tröt, varvid hon ställde som ultimatum att ett avtal skulle ha ingåtts innan 11 november 1403, annars skulle hon återta ön med vapenmakt. Således kom danska styrkor att landstiga på ön och kunde påbörja en belägring av Visby i januari 1404. Det lilla antalet tyska trupper som fanns i staden fick starkt stöd från stadens borgare och kunde därför åsamka unionsstyrkorna stora förluster under stormningsförsöket den 25 februari. De återstående unionsstyrkorna kom därefter att ställas mot den ordensarmé som anlände efterföljande månad. Då unionsstyrkorna uppfört skansar kring staden kom det att följa ett segdraget belägringskrig innan ett stilleståndsavtal kunde slutas i juli samma år. Unionsstyrkorna lämnade då ön som förblev under ordens kontroll ännu några år innan orden år 1408 avträdde ön till unionen i utbyte mot 9 000 engelska nobler.
1411 kom kung Erik av Pommern för första gången till Gotland. Här påbörjade han nu byggandet av Visborgs slott i de södra delarna av Visby. Staden var enligt kungen tänkt att bli en fast flottbas som skulle behärska hela Östersjön. Kungens planer var nämligen att utöka Kalmarunionen till att gälla alla länder runt Östersjön. Det är troligtvis Visborgs slott som omtalas i en krönika[källa behövs], skriven vid denna tid av en franciskanermunk. I denna står att en befästning detta år uppförs i Visby. En delvis bevarad bjälke i muren till detta slott har enligt årsringsdatering huggits vintern 1411–1412.

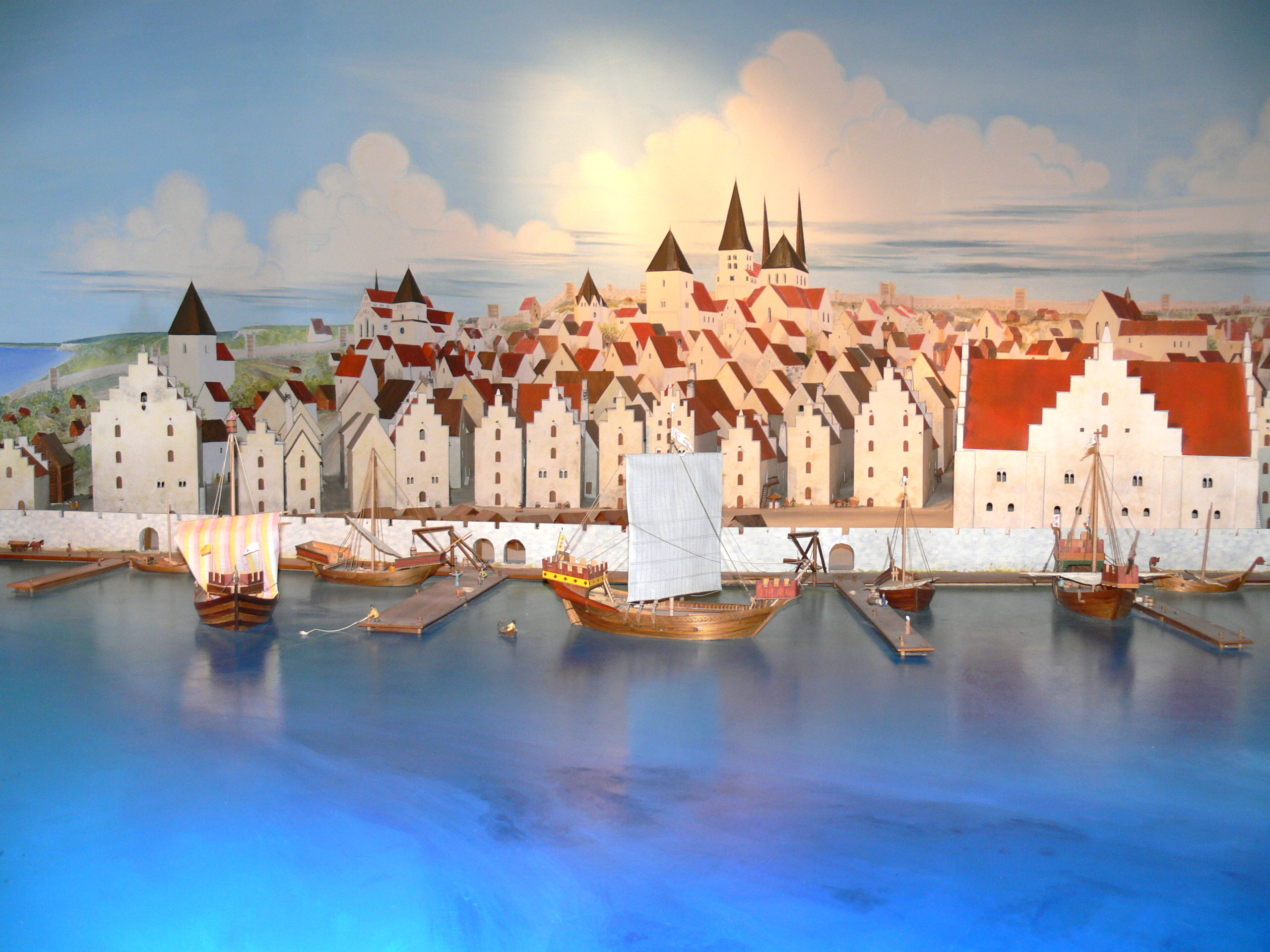
Rekonstruktion av Visby hamn under medeltiden. Modell gjord av Henry Hallroth.

1437 bosatte sig kungen i Visborg efter att ha lämnat Danmark. Han började också bedriva sjöröveri på Östersjön med den stora flotta han samlat på Visbys redd. 1446 anlände unionskungen Kristofer av Bayern med 40 skepp och 2 000 soldater till Gotland. Efter en belägring av Visborg ingicks ett vapenstillestånd. Två år senare landsteg den nyblivne svenske kungen Karl Knutsson Bonde på Gotland. Svenskarna intog Visby, men inte borgen, som personligen försvarades av Erik av Pommern. Den nye danske kungen Kristian I sände en stor flotta med krigsfolk till Erik av Pommerns hjälp. Erik undsattes på detta sätt och överlämnade Visborg till Kristian I med löfte om att i gengäld få tre danska slott samt 10 000 gylden årligen. Han bosatte sig sedan i sin födelsestad Rügenwalde i nuvarande Polen, där han dog 1459.
Egentligen är det inte förrän Erik av Pommerns överlämnande av Visborg slott till Olof Axelsson Tott år 1448 som den danska perioden kan sägas börja. Kung Erik var för övrigt den som mer än de flesta bidrog till Visbys tillbakagång. Kriget mot hanseaterna han startade 1426 blev förödande för stadens handel och när han själv 1437 slog sig ned på Visborg slott började en period av isolering och problem. 1441 skriver en borgare att han inte kunde ta sig från ön på grund av "krig, örlog och nödsaker". Än värre än kung Erik var dock länsherren Jens Holgersson (Ulvstand). Han tillträdde 1487 och redan fem år senare kom en kommission till ön för att undersöka klagomål, sedan sändebud från ön i hemlighet sänt bud till Sten Sture, att de skulle resa sig och kasta ut danskarna om han bara ville landstiga med en styrka. Kommissionen fann att alla klagomål ägde berättigande, men efter att de återvänt fortsatte han precis som förut. När den nye länsherren, Lauritz Schinkel, tillträdde 1509 angav han att det fanns högst 80 personer i staden som han tordes lita på.

### Efter medeltiden

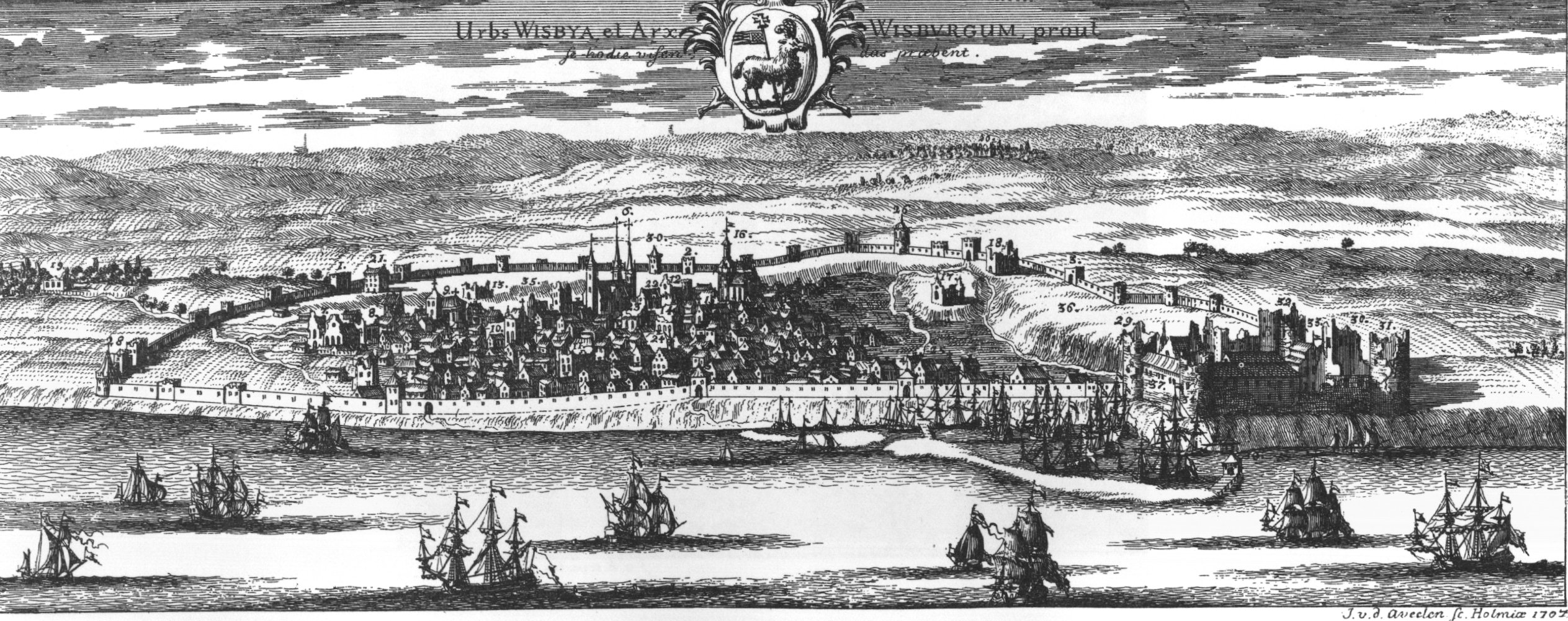
Visby i slutet av 1600-talet ur Suecia antiqua et hodierna.

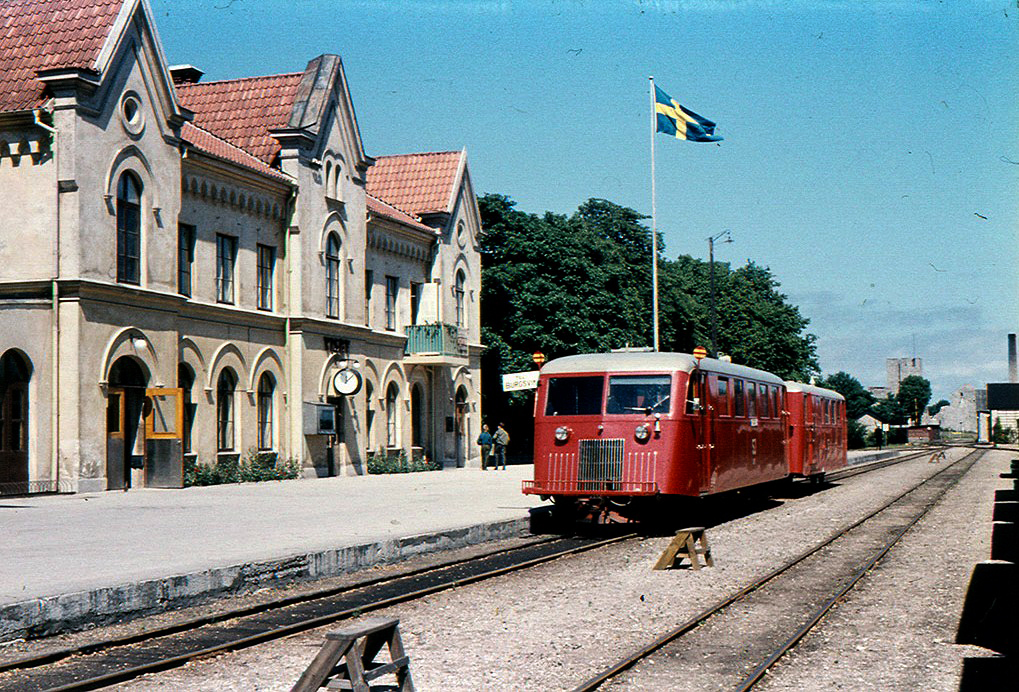
Hilding Carlsson-rälsbusståg vid Visby järnvägsstation, 1960.

1525 rådde konflikt mellan Lübeck och den på Visborg slott residerande Sören Norby, vilken stödde den avsatte Kristian II och därför gick hårt åt såväl svensk och dansk som hanseatisk handel. Det fick till följd att man i gryningen 12 maj 1525 överraskande attackerade staden, då Norby var iväg på krigståg i Blekinge. De till slottet flyende försvararna stack då staden i brand på fyra ställen, för att fördröja de anfallande, så att knektarna skulle hinna ta skydd bakom slottets murar, och tre kyrkor, dominikanernas S:t Nicolai, nunnornas S:ta Gertrud och den redan övergivna S:t Jacob, blev offer för lågornas rov. De övriga kyrkorna övergavs i och med reformationen, och i midfastan 1528 började borgerskapet kompensera sig för lübeckarnas plundring genom att börja plocka ut "ransoner" ur Drottens kyrka. Alla kyrkor övergavs nu, utom S:t Hans, som blev stadskyrka. Av fortifikatoriska skäl rev dock länsherren, Henrik Rosencrantz, 1533/1534 de bägge tornen på de sammanbyggda S:t Hans och S:t Per, och istället blev "Vår kära frus kyrka", Visby domkyrka, den nya stadskyrkan. Detta är nu något som gynnar dagens turistnäring och Visby är i vår tid känt som rosornas och ruinernas stad. Stadens djupa fattigdom från 1500- till 1700-tal är också skälet till att så många medeltida minnesmärken finns kvar. Man hade helt enkelt inte råd att riva och bygga nytt.

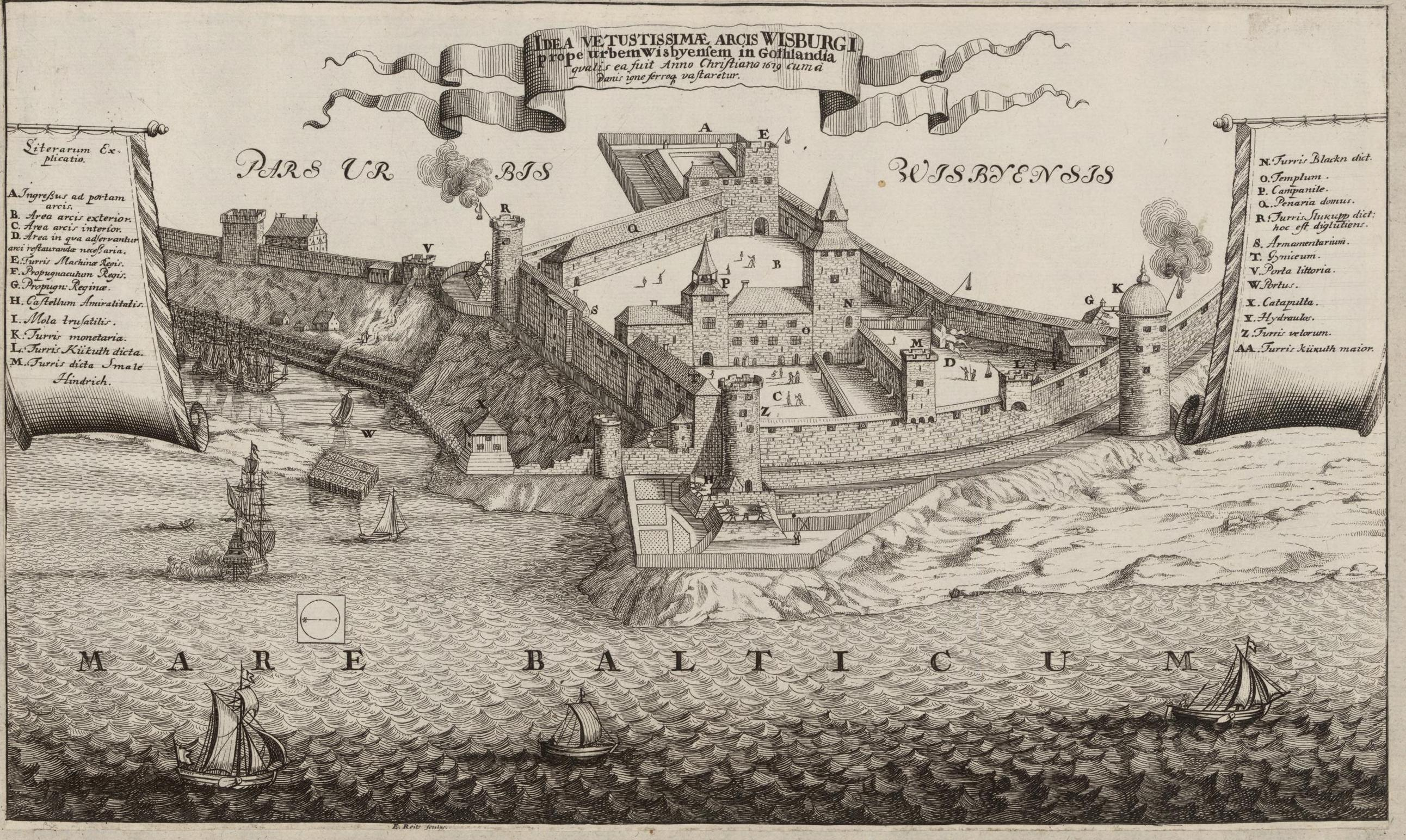
Visborgs slott år 1679.

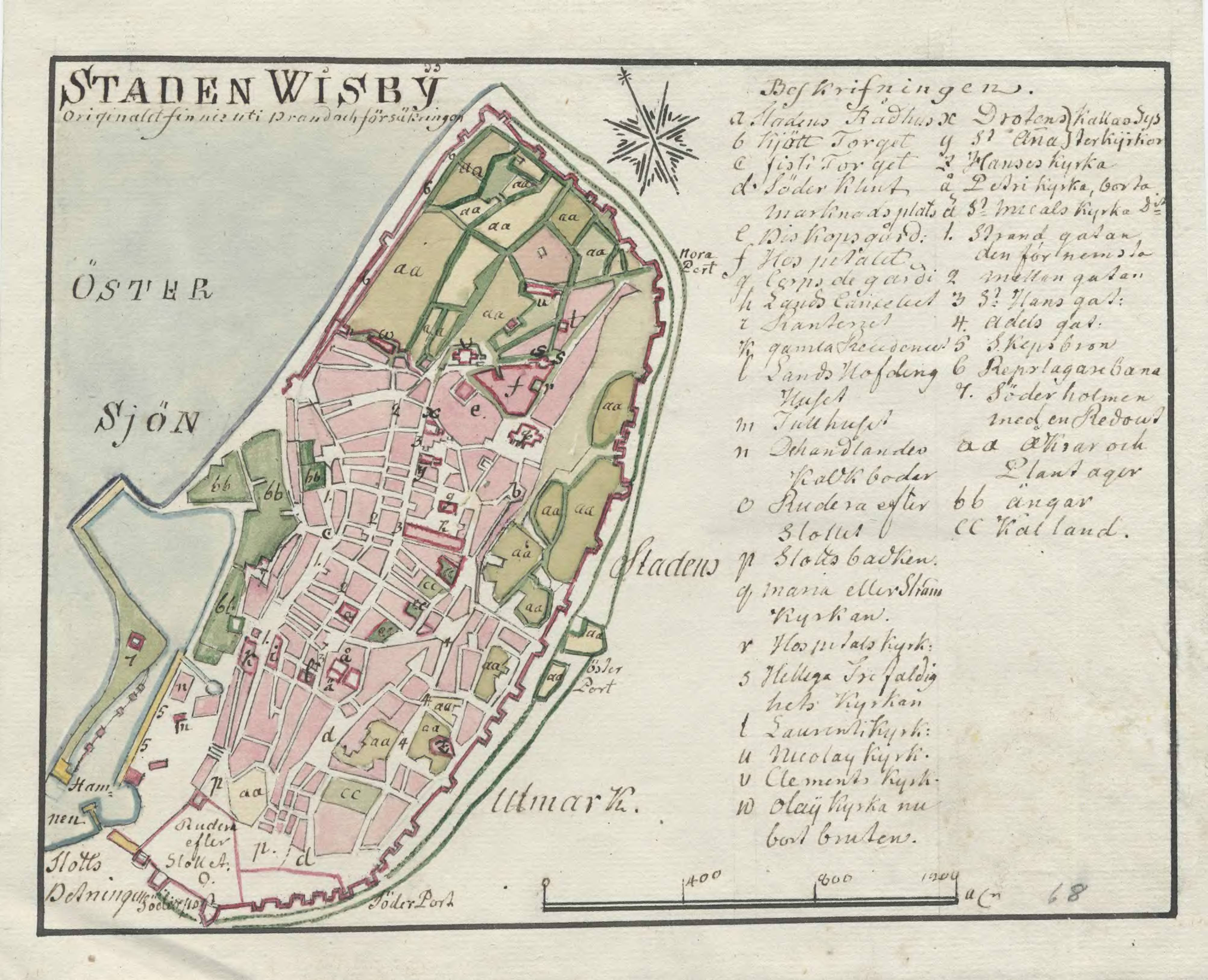
Karta över Visby från 1790-talet.

Visby blev åter svensk stad 1645, vid freden i Brömsebro, men i kriget 1675–1679 besattes ön åter av danskarna. Tidigt på våren 1676 sändes danska amiralen Niels Juel med en eskader för att inta Rügen och Gotland. Utan att röna något som helst motstånd landsteg Juel den 29 april i Klintehamn och redan två dagar därefter hade han tvingat Visbys fåtaliga besättning att kapitulera, varefter ön förblev i danskt våld till krigets slut. När de sedan i freden tvingades utrymma ön sprängde den danske befälhavaren Visborg slott, som var en av Nordens största borganläggningar, i luften. Under andra halvan av 1600-talet började uppröjningen i den illa åtgångna staden. Delar av den förfallna medeltidsbebyggelsen inreddes igen eller byggdes om till lägre och enklare hus. Andra delar jämnades bara med marken; sten från de gamla byggnaderna återanvändes till nya stenbyggnader under slutet av 1600-talet och början av 1700-talet.
Svenskarna försökte i samband med sitt maktövertagande på Gotland 1645 med främja Visbys utveckling. Krig och farsoter drabbade dock staden hårt, 1720 fanns 1 186 mantalsskrivna personer i staden. Under frihetstiden och gustavianska tiden återhämtade sig staden dock något, på 1780-talet fanns under en period drygt 5 000 personer.
Den 22 april 1808, under Finska kriget, landsteg 2 000 ryssar under amiral Nikolaus Bodisco vid Slesviken i Grötlingbo på sydöstra Gotland och tågade utan något slags motstånd till Visby. Den 24 april tågade ryssarna in i Visby och tog staden i besittning. Visby stads invånare fick stå för både mat och logi till alla ryska soldater. Amiral Bodisco inkvarterades i borgmästare Grevemühls våning i rådhuset. Han utnämnde sig själv till generalguvernör över Gotland och tog över landshövdingens uppgifter. Den 16 maj ankrade amiral Olof Rudolf Cederström med tre linjeskepp i Sandviken i Östergarn och landsatte där svenska trupper. Bodisco kapitulerade utan att en blodsdroppe hade spillts och ryssarna tågade ut genom Österport den 17 maj och marscherade till Slite där de inskeppades för vidare transport till Libau i Lettland. Den avsatte ryske guvernören Bodisco blev efter krigsslutet i stället kommendant på Sveaborg i Finland. Ryssarna kom efter påsk enligt gregorianska kalendern, men före påsk enligt den i Ryssland då ännu gällande julianska kalendern, varför man i Visby det året firade påsk två gånger. Visby domkyrka är därmed den första av Sveriges domkyrkor där man celebrerat rysk-ortodox liturgi.

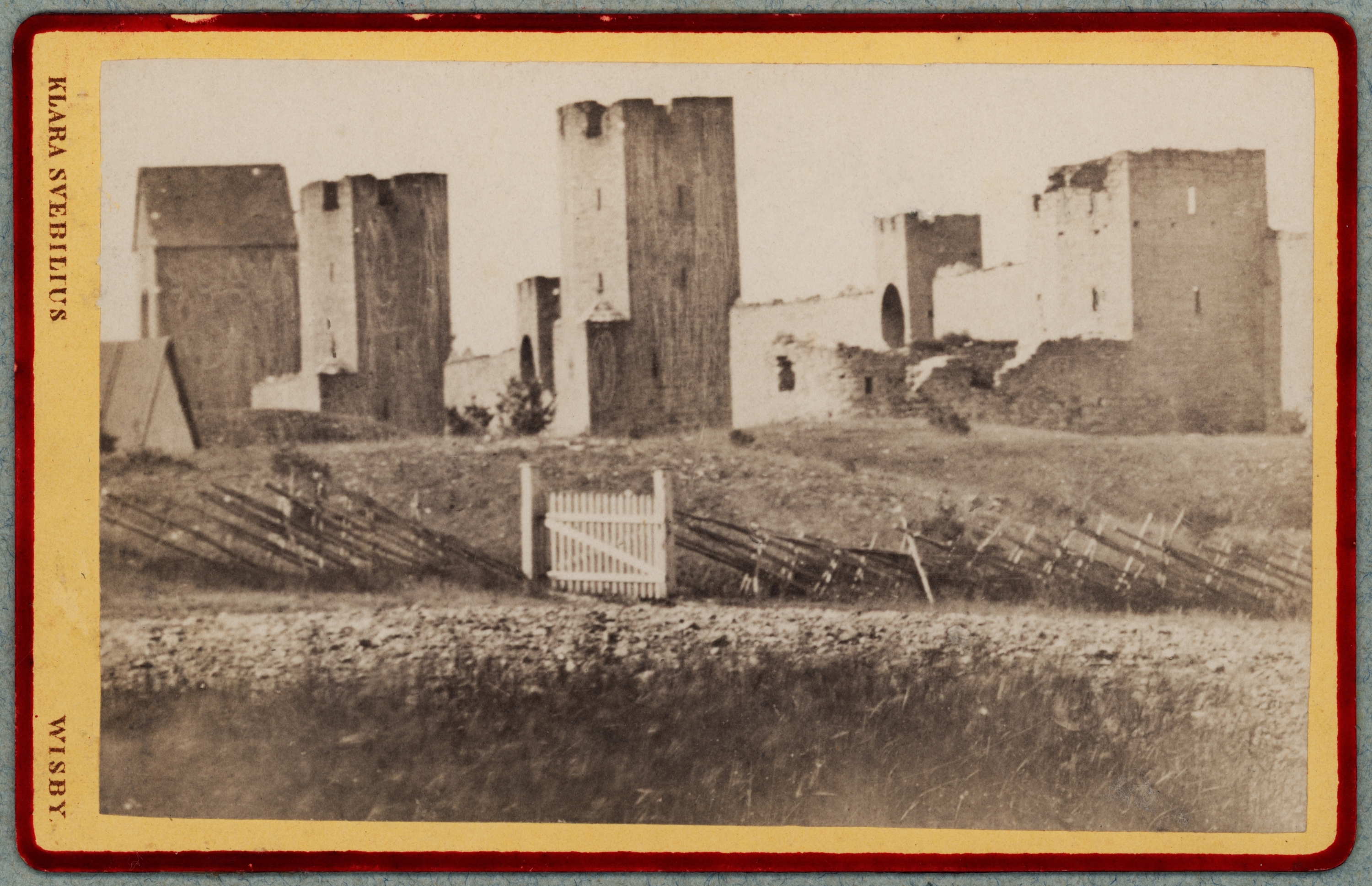
Visby ringmur fotograferad under andra halvan av 1800-talet.

I och med Visbys gradvisa men allmänna nedgång under kommande århundraden medfördes ett byggnadsmässigt förfall. Samtidigt räddades kyrkoruiner, stadsmur och köpmanshus från aktiv rivning. Under början av 1800-talet väcktes intresset för Visby som historiskt monument, främst bland författare och konstnärer. Samtidigt utvecklades Visbys kulturliv och ekonomi. Utanför ringmuren växte bebyggelsen fram med nya bostäder, småindustrier, järnvägsanläggningar och militärförläggningar. I mitten av 1800-talet uppstod en första turism, som vid sekelskiftet år 1900 hade utvecklats till en etablerad näring. Vid sekelskiftet år 1900 hade Visby 8 375 invånare och var Sveriges 27:e största stad.

### Järnväg
Visby har tidigare haft järnvägstrafik med Gotlands Järnväg till Burgsvik, Lärbro och Visby hamn och med Visby–Visborgsslätt–Bjärs Järnväg till Visborgsslätt och Västerhejde. Den första linjen Visby–Hemse startades 1878 i Gotlands järnvägs regi. Den allmänna trafiken lades ned i september 1960. Enskild godstrafik på sträckan Slakteriet–Visby hamn bedrevs fram till maj 1962. De sista bitarna av hamnspåret i Visby revs upp i mars 1964. Visby järnvägsstation  stod klar strax utanför Söderport 1878 och är ett av få kvarvarande byggnadsmärken, som minner om järnvägen i Visby.

### Nutidshistoria

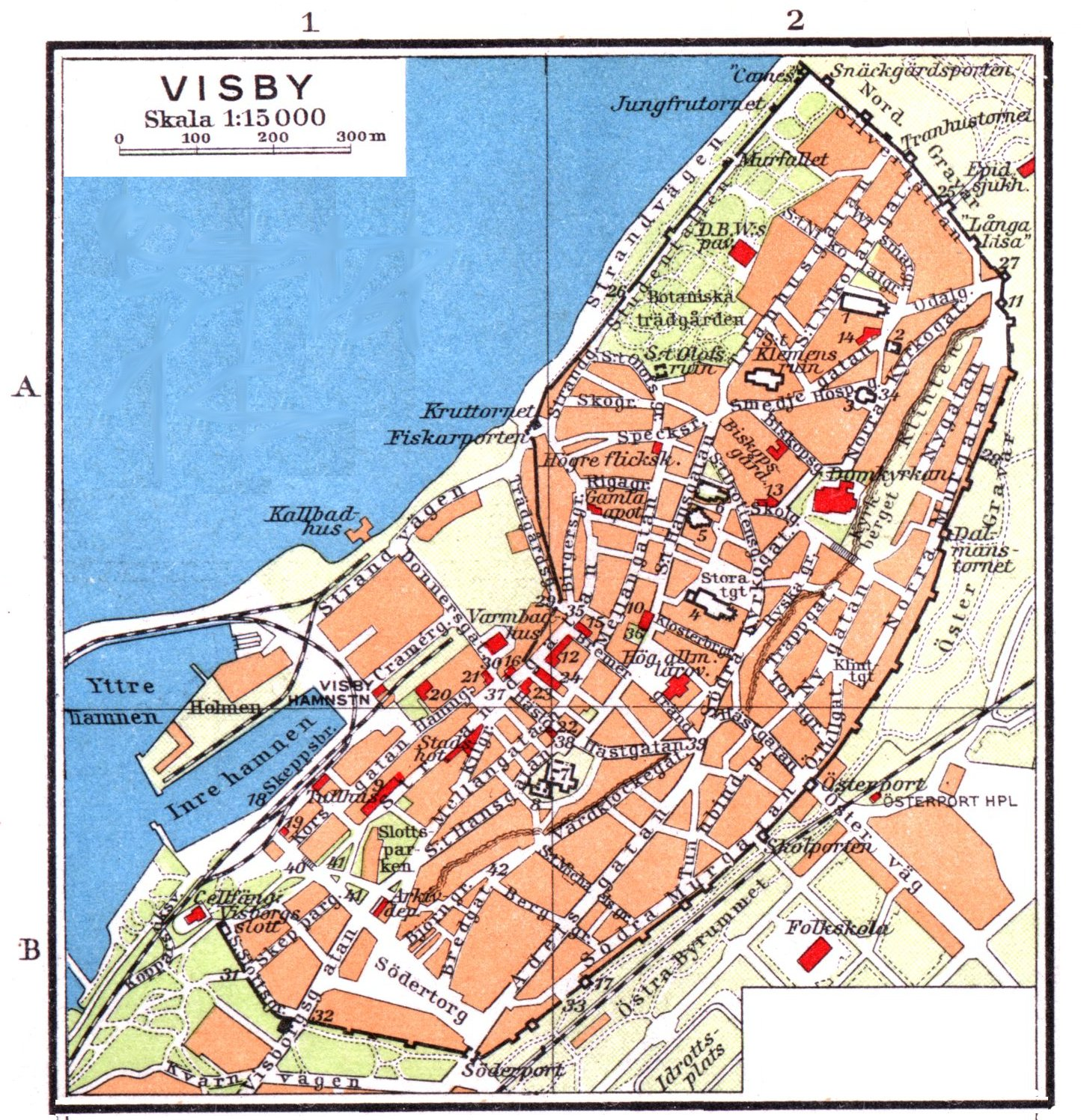
Karta över Visby innerstad från 1928.

År 1904 försågs gatorna med elektrisk belysning och 1910 började hushållsgas levereras från gasverket på Söderväg. Visby innerstads framtid och frågan hur dess kulturvärden skulle bevaras präglade både på debatt och stadsplanering under hela 1900-talet. Bilismens ökande prioriterades genom olika åtgärder under 1900-talets första hälft. Ett allmänt vattenledningssystem byggdes först 1925 och fram till dess tvingades de bosatta på Klinten hämta sitt vatten vid pumpen på Stora torget. Antalet boende innanför murarna minskade i antal under 1920-talet och framåt då Visbys ytterområden i allt snabbare takt bebyggdes. I kvarteret Nunnan revs delar av den medeltida bebyggelsen och ersattes av bostäder. Kvarteret blev klart 1937. Visby stadsbibliotek i Borgen innanför Österport invigdes 1960. Inför byggandet av föreningshuset Borgen 1958 vållade rivningen av ett helt kvarter ingen nämnvärd debatt. Annat blev det vid rivningen av grannkvarteret Östertull 1972 som medförde den första opinionsyttringen mot rivande i Visby innerstad under modern tid. Debatten bidrog till en vändpunkt i synen på bevarandet och stadens kulturvärden.

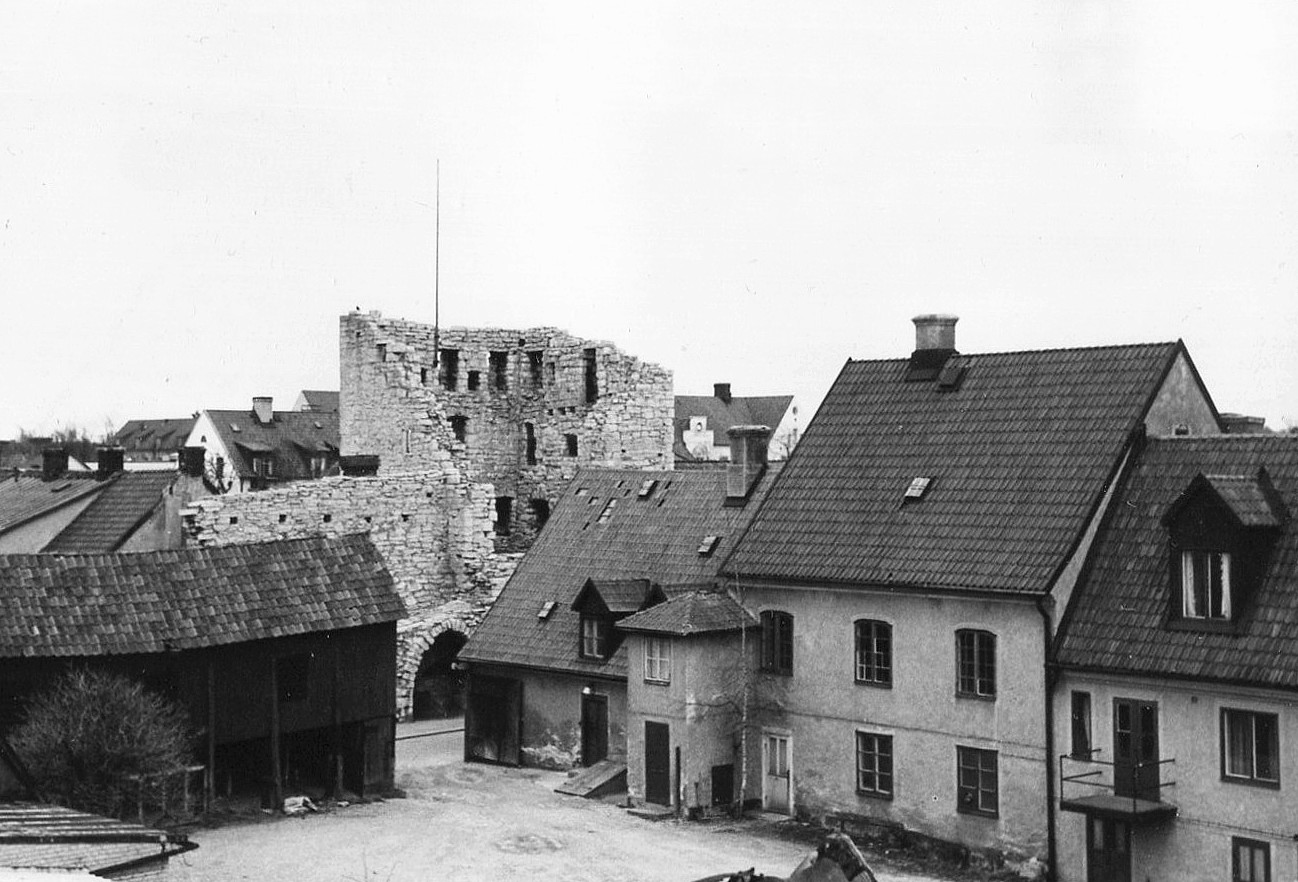
Kvarteret Östertull före rivningen 1970.

Under 1960-talet anlades Östercentrum vilket flyttade handelns tyngdpunkt utanför murarna. 1968 hölls den första Almedalsveckan. 1980-talet präglades av högkonjunktur där bland annat nya bostadsområden byggdes upp runt Visby. Även Visby hamn byggdes ut. I juni 1986 stals Havorringen, en guldhalsring som betraktas som ett av de mest fantastiska guldfynden i Sverige, från Gotlands Fornsal. Visby har liksom hela Gotland besök av många turister idag. I Visby anordnas sedan 1984 den årliga Medeltidsveckan som har stor ekonomisk betydelse för Visby och Gotland. 1995 upptogs Hansestaden Visby på Unescos världsarvslista. Året efter i december 1996 skedde det ännu ouppklarade mordet på Wisby Hotell som fått stort utrymme i riksmedia. 1998 etablerade sig Högskolan på Gotland i den gamla maltfabriken.
Almedalsbiblioteket uppfördes under åren 2000-2001 mellan Almedalen och Högskolan på Gotland och invigdes den 22 september 2001. Den 23 maj 2003 beslutade kommunfullmäktige att uppföra en kongresshall i kvarteret Kasernen i Visby. Kongresshallen, som fick namnet Wisby Strand Congress & Event Gotland, invigdes den 14 april 2007 och kom att kosta 188,6 miljoner kronor vilket var 52 miljoner mer än beräknat. Kongresshallen ligger mellan Almedalsbiblioteket, Almedalen, Campus Gotland och södra delen av Strandpromenaden. Samma år 2003 kom beslutet att Ericssons drygt 40 år gamla fabrik i Visby skulle läggas ned. Som mest hade Ericsson 1 400 anställda på Gotland. När Flextronics tog över fabriken 1999 jobbade 950 personer där. I juni 2005 beslutades det av regeringen att omlokalisera stora delar av Riksantikvarieämbetets verksamhet till Visby dit de flyttade i oktober 2008.

### Militärstaden

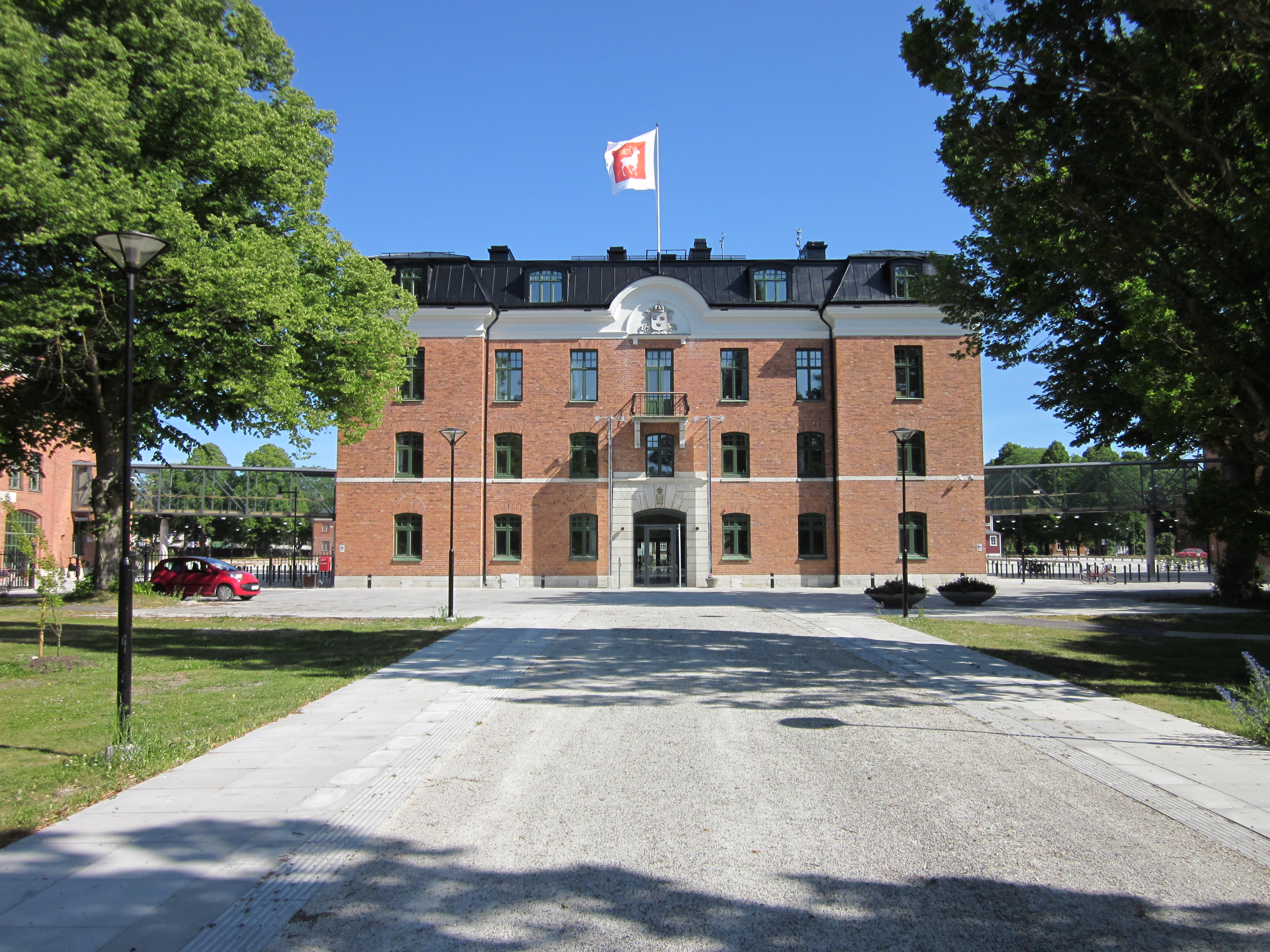
Gamla kanslihuset vid P 18 år 2010. Här sammanträder numera Gotlands regionfullmäktige.

Visby har under hela 1900-talet varit en betydande garnisonsstad inom det svenska försvaret. Visby garnison har huserat förband och staber som: Gotlands militärkommando (MKG), Gotlands regemente (P 18), Gotlands luftvärnskår (Lv 2), Gotlands artilleriregemente (A 7) och Gotlands militärdistrikt (MDG). Efter att det sista förbandet, P 18, avvecklades tillsammans med garnisonen efter försvarsbeslutet 2004 återstår idag på Visborgsslätt Gotlandsgruppen, F 17 G, FMLOG samt ett Sjöstridskompani från Marinbasen.
Gotlandsgruppen är nu inordnad i det år 2018 bildade pansarförbandet P 18, Gotlands regemente (nya). Värnpliktiga utbildas av förbandet och antalet soldater vid regementet kommer att utökas fram till 2030.

### Administrativa tillhörigheter
Visby stad ombildades vid kommunreformen 1862 till en stadskommun. Områdena strax söder och norr om staden utbröts 1811 och bildade Visby socken och införlivades åter 1895 och 1936. Stadskommunen uppgick 1971 i Gotlands kommun med Visby som centralort. I kyrkligt hänseende hör Visby sedan 1500-talet Visby församling mellan 1811 och 1936 benämnd Visby stadsförsamling. Orten ingick till 1962 i domkretsen för Visby rådhusrätt och ingick därefter till 1971 i Gotlands domsagas tingslag. Sedan 1971 ingår Visby i Gotlands domsaga.

### Befolkningsutveckling
| Befolkningsutvecklingen i Visby 1960–2020 | Befolkningsutvecklingen i Visby 1960–2020 | Befolkningsutvecklingen i Visby 1960–2020 | Befolkningsutvecklingen i Visby 1960–2020 | Befolkningsutvecklingen i Visby 1960–2020 |
| ----------------------------------------- | ----------------------------------------- | ----------------------------------------- | ----------------------------------------- | ----------------------------------------- |
|                                           |                                           |                                           |                                           |                                           |
| År                                        |                                           |                                           | Folkmängd                                 | Areal (ha)                                |
| 1960                                      | 1960                                      |                                           | 15 014                                    |                                           |
| 1965                                      | 1965                                      |                                           | 16 973                                    |                                           |
| 1970                                      | 1970                                      |                                           | 19 245                                    |                                           |
| 1975                                      | 1975                                      |                                           | 19 886                                    |                                           |
| 1980                                      | 1980                                      |                                           | 19 835                                    |                                           |
| 1990                                      | 1990                                      |                                           | 20 986                                    | 1 150                                     |
| 1995                                      | 1995                                      |                                           | 21 740                                    | 1 171                                     |
| 2000                                      | 2000                                      |                                           | 22 017                                    | 1 177                                     |
| 2005                                      | 2005                                      |                                           | 22 236                                    | 1 208                                     |
| 2010                                      | 2010                                      |                                           | 22 593                                    | 1 244                                     |
| 2015                                      | 2015                                      |                                           | 23 402                                    | 1 369                                     |
| 2020                                      | 2020                                      |                                           | 24 951                                    | 1 453                                     |
| Anm.: 2023 tillfördes Norra Visby         |                                           |                                           |                                           |                                           |

## Stadsbild
Idag bor merparten av Visbys invånare utanför ringmuren. Endast omkring 2 000 personer bor innanför ringmuren. Samtliga följande stadsdelar utom Innerstaden ligger utanför ringmuren.
| - Bingeby - Djuplunda - Furulund - Gråbo - Gustavsvik - Visby hamn - Hällarna - Innerstaden - Kopparsvik | - Lyckåker - Länna - Norderstrand - Norrbys - Norrområdet - Pilhagen - Skarphäll - Skrubbs - Snäckgärdsbaden | - Säve - Södervärn - Terra Nova - Visborg/P18 - Värnhem - Österby - Östercentrum - Östra Vi |

### Sevärdheter

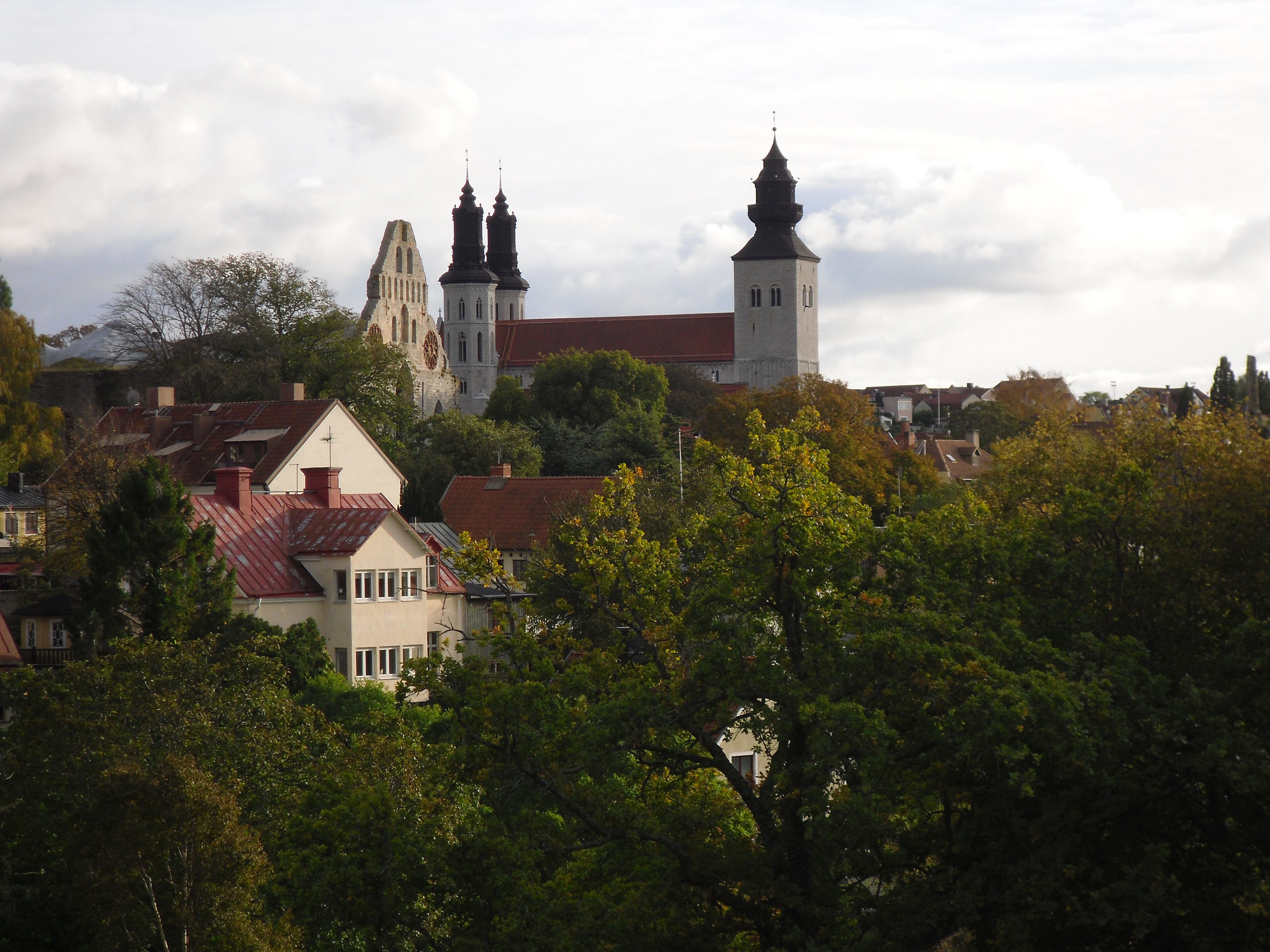
S:t Nicolai kyrkoruin samt Visby domkyrka.

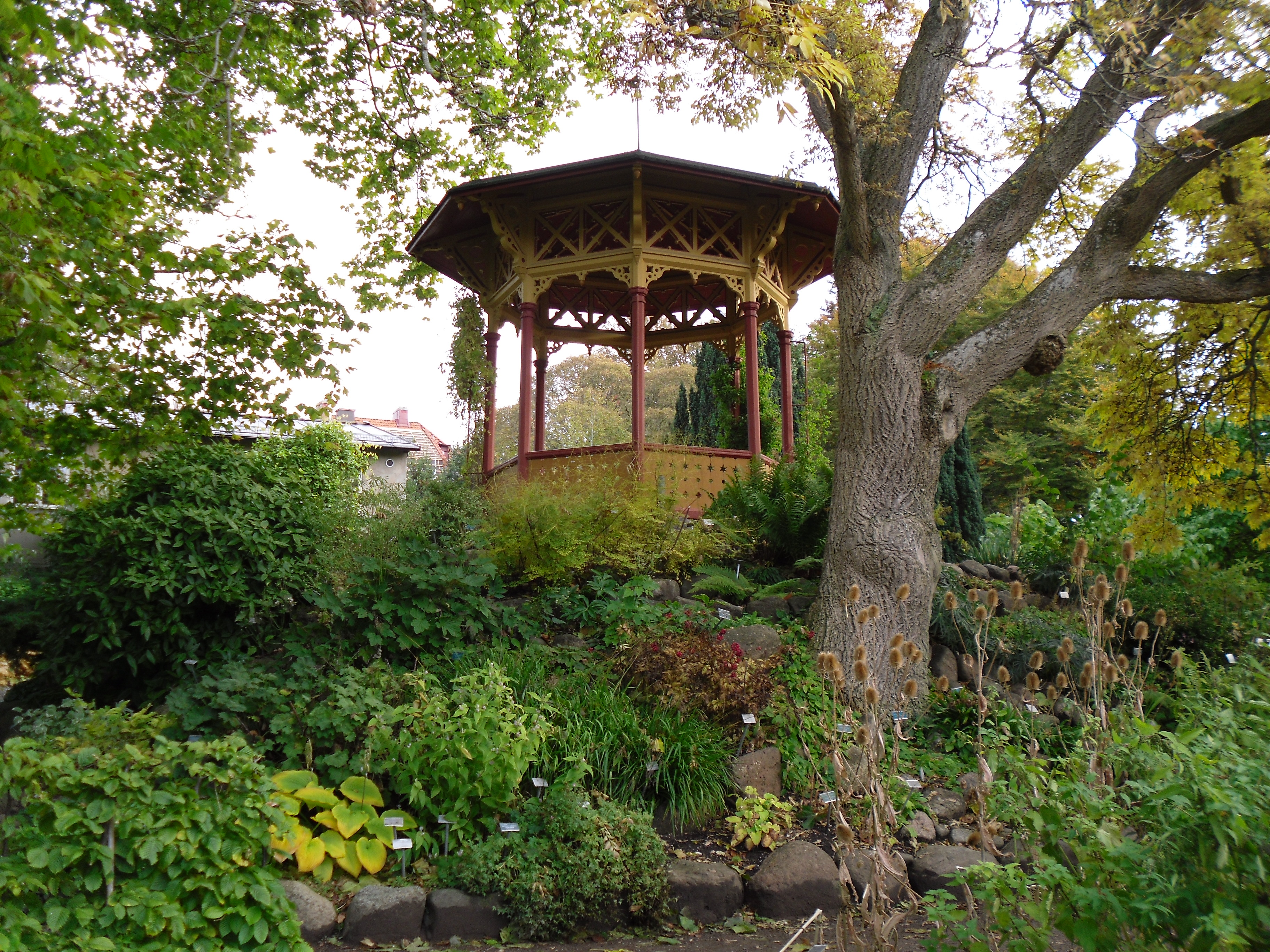
Lusthus i den Botaniska trädgården.

Många minnesmärken från Visbys storhetstid är i dag stadens sevärdheter:
- Visby ringmur från 1200-talet, 3,5 km lång med sammanlagt 44 torn.
- Domkyrkan S:ta Maria
- Kyrkoruiner
  - Drotten
  - Helgeand
  - Ryska kyrkan
  - S:t Clemens
  - S:ta Gertrud
  - S:t Göran
  - S:t Hans och S:t Per
  - S:t Jacob
  - S:ta Katarina (franciskansk konventkyrka)
  - S:t Lars
  - S:t Mikael
  - S:t Nicolaus (dominikansk konventkyrka)
  - S:t Olof
- Cirka 150 medeltidshus i mer eller mindre välbevarat skick, bland annat Gamla apoteket.
- Gotlands Museum (Fornsalen).
- Botaniska trädgården, ägd av Sällskapet DBW (De Badande Wännerna).
- Ruinen efter Solberga kloster vid Korsbetningen.
- Galgberget, norr om Norderport, med en ännu bevarad medeltida galge – tre synliga stenpelare med 17 stenar i varje.
- Trojaborg, inte så långt från Galgberget; detta är förlagan till den kopia som finns på Skansen i Stockholm.

## Bildgalleri

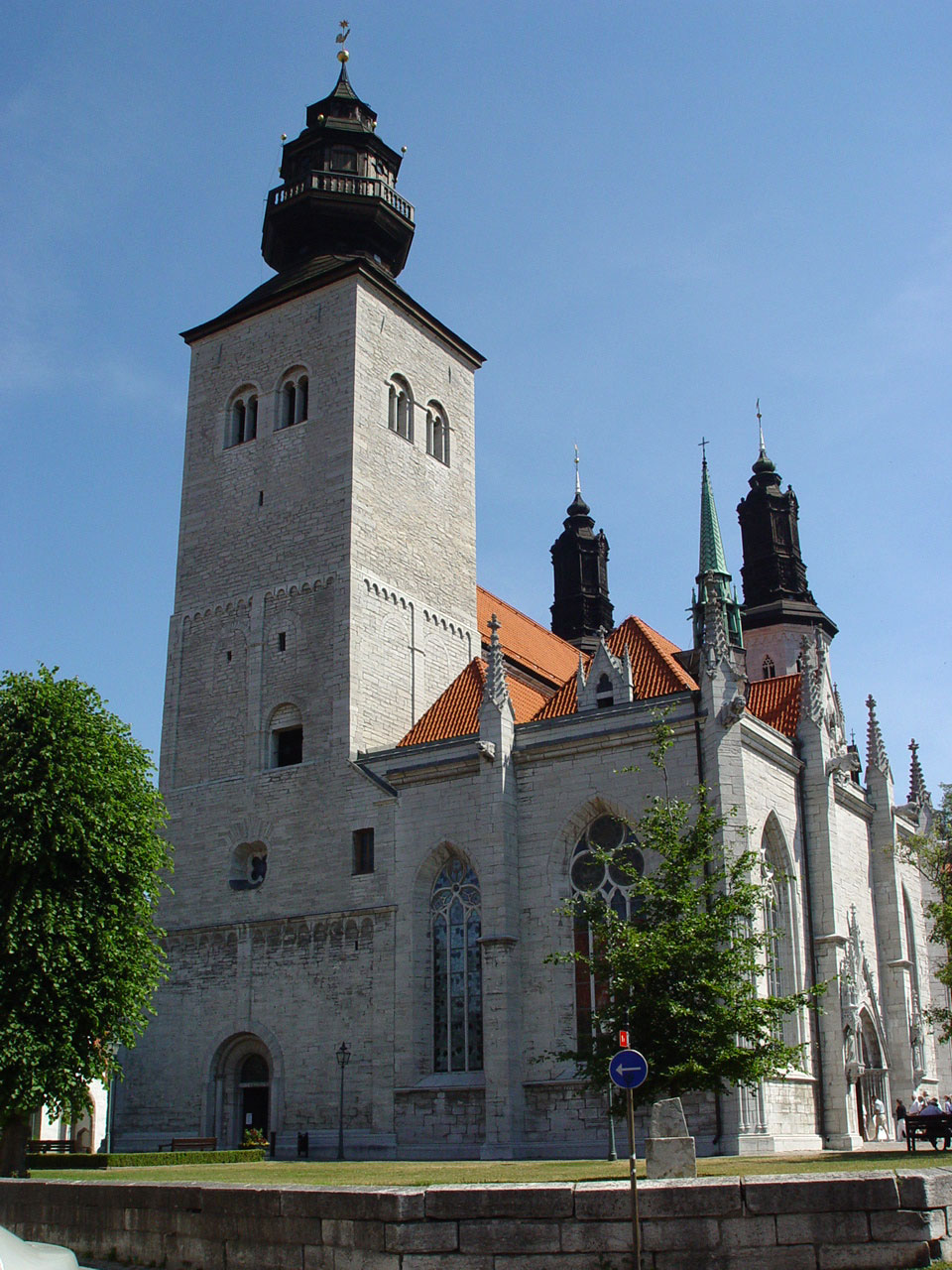
Visby domkyrka.
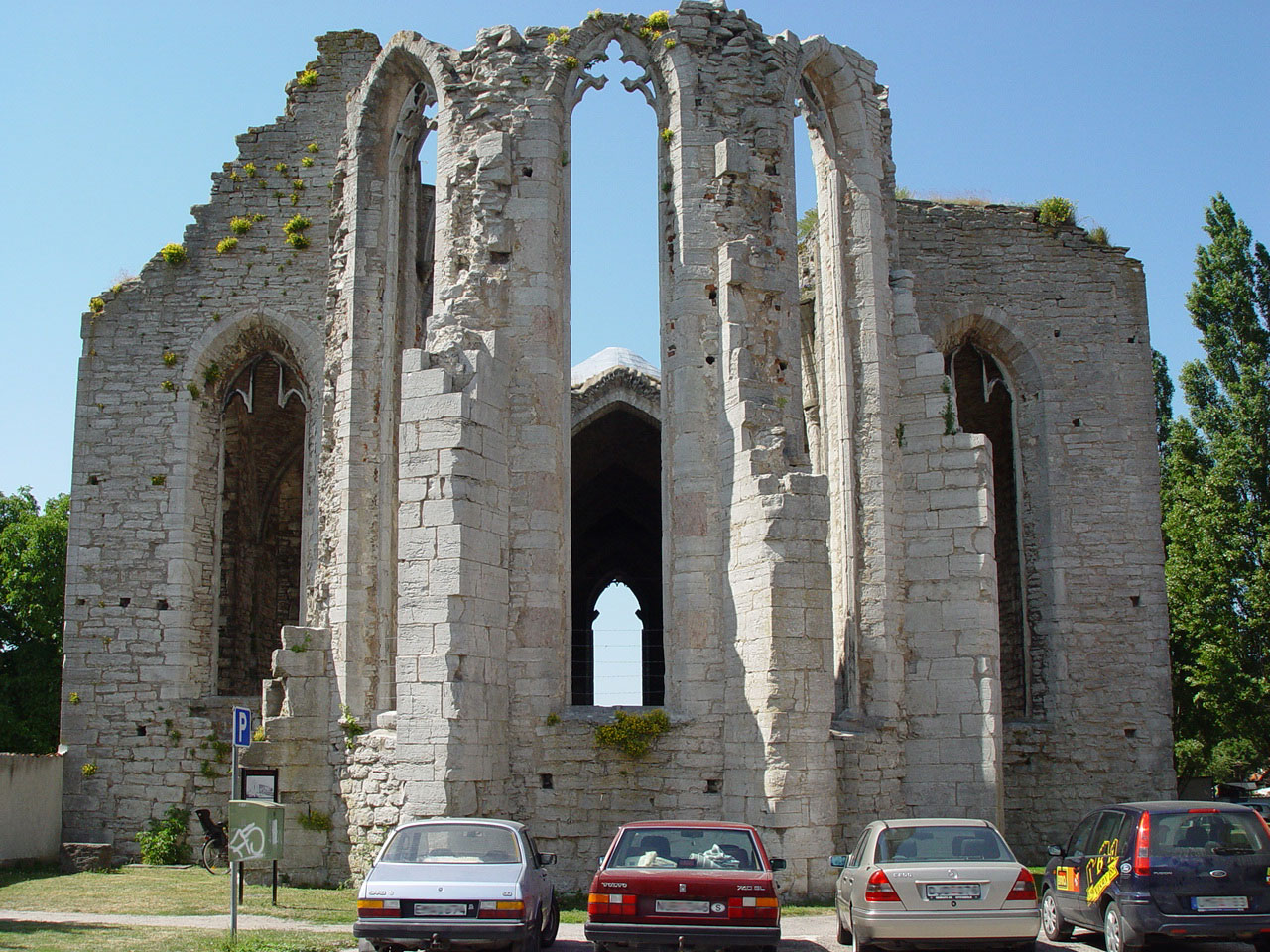
Sankt Nicolaus kyrkoruin, byggd 1230, nerbränd 1525.
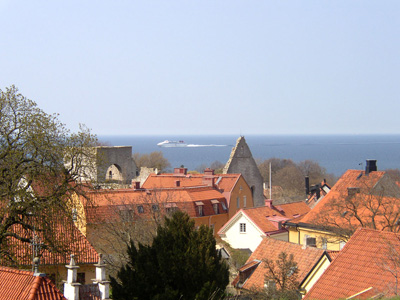
Visby innerstad
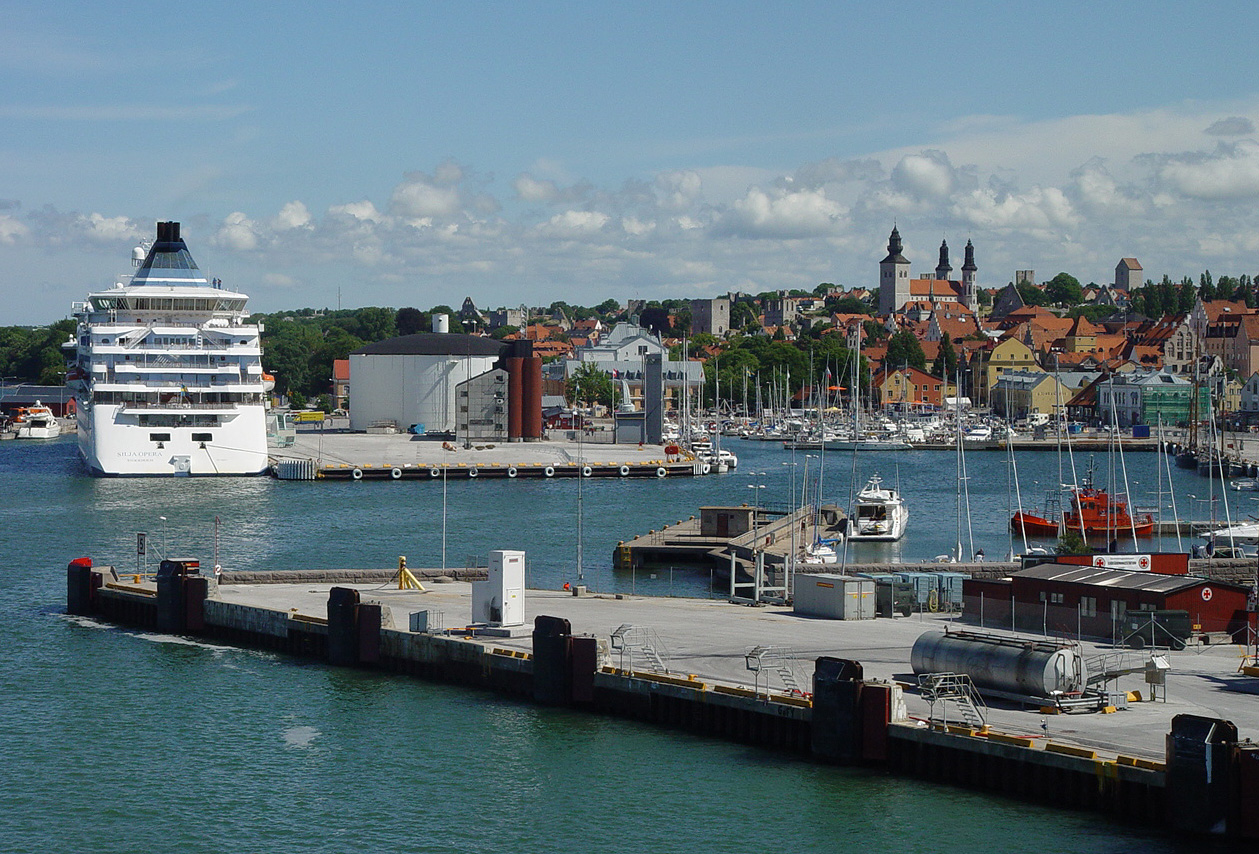
Visby hamn
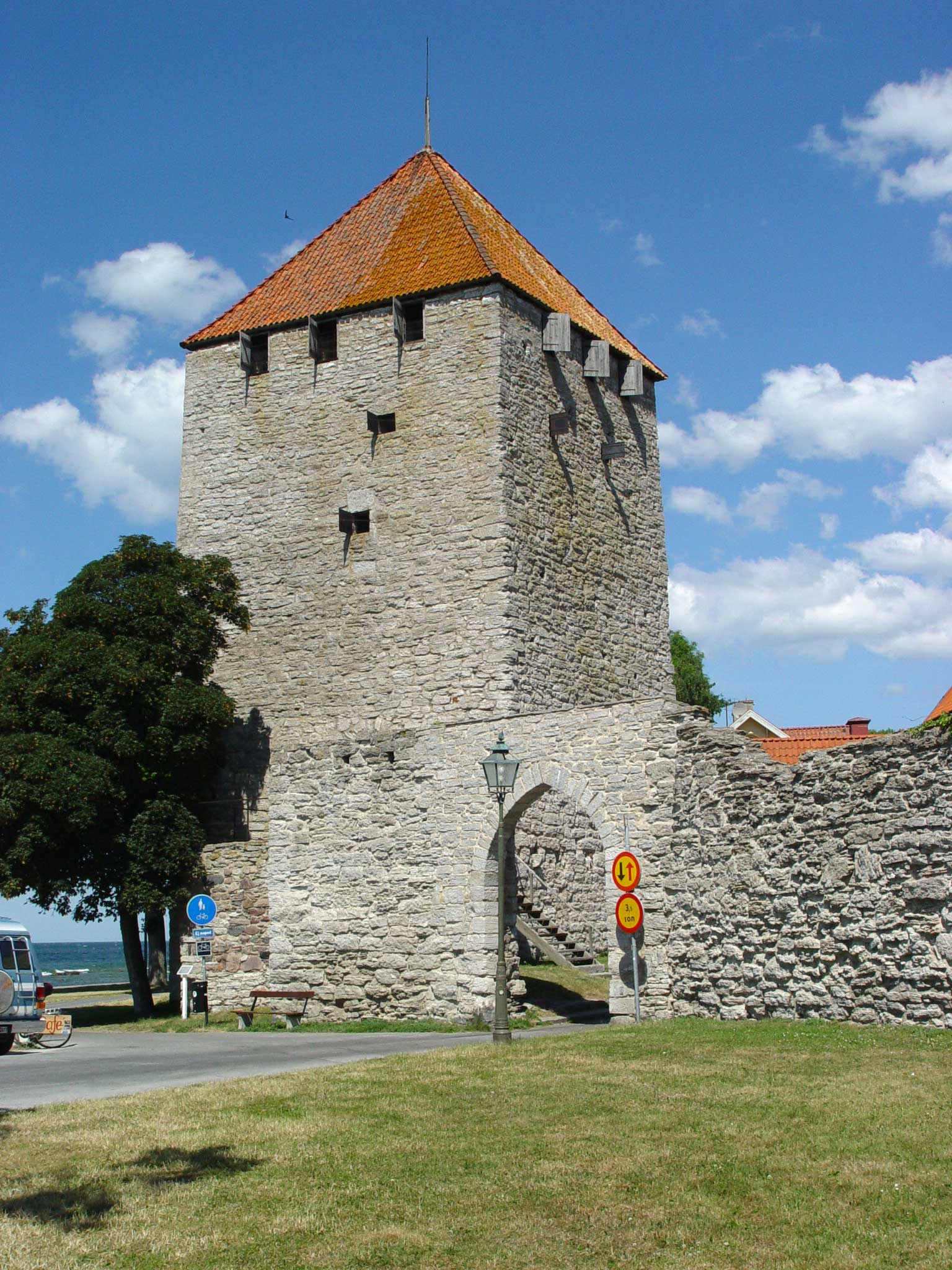
Kruttornet.
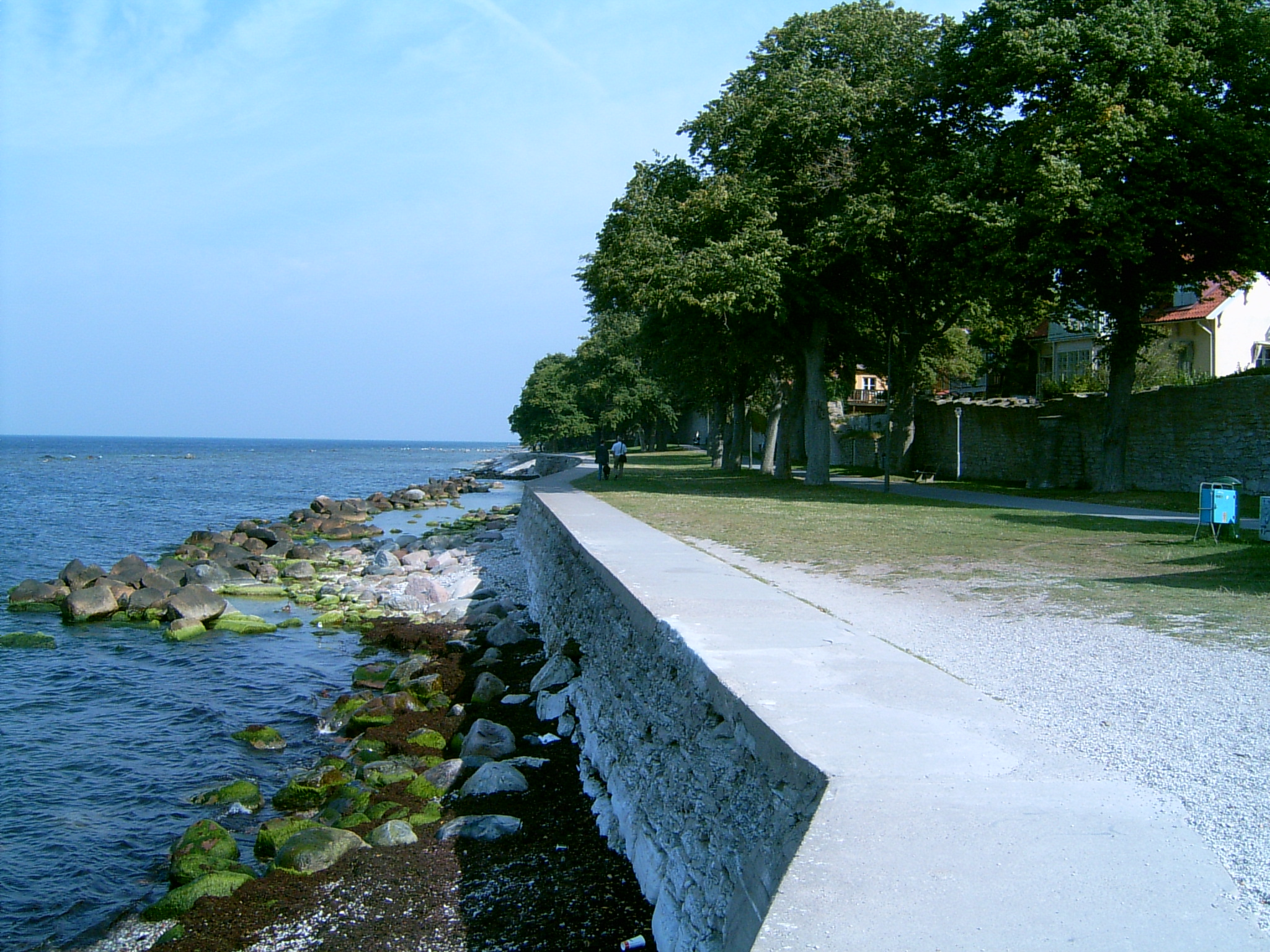
Strandpromenaden
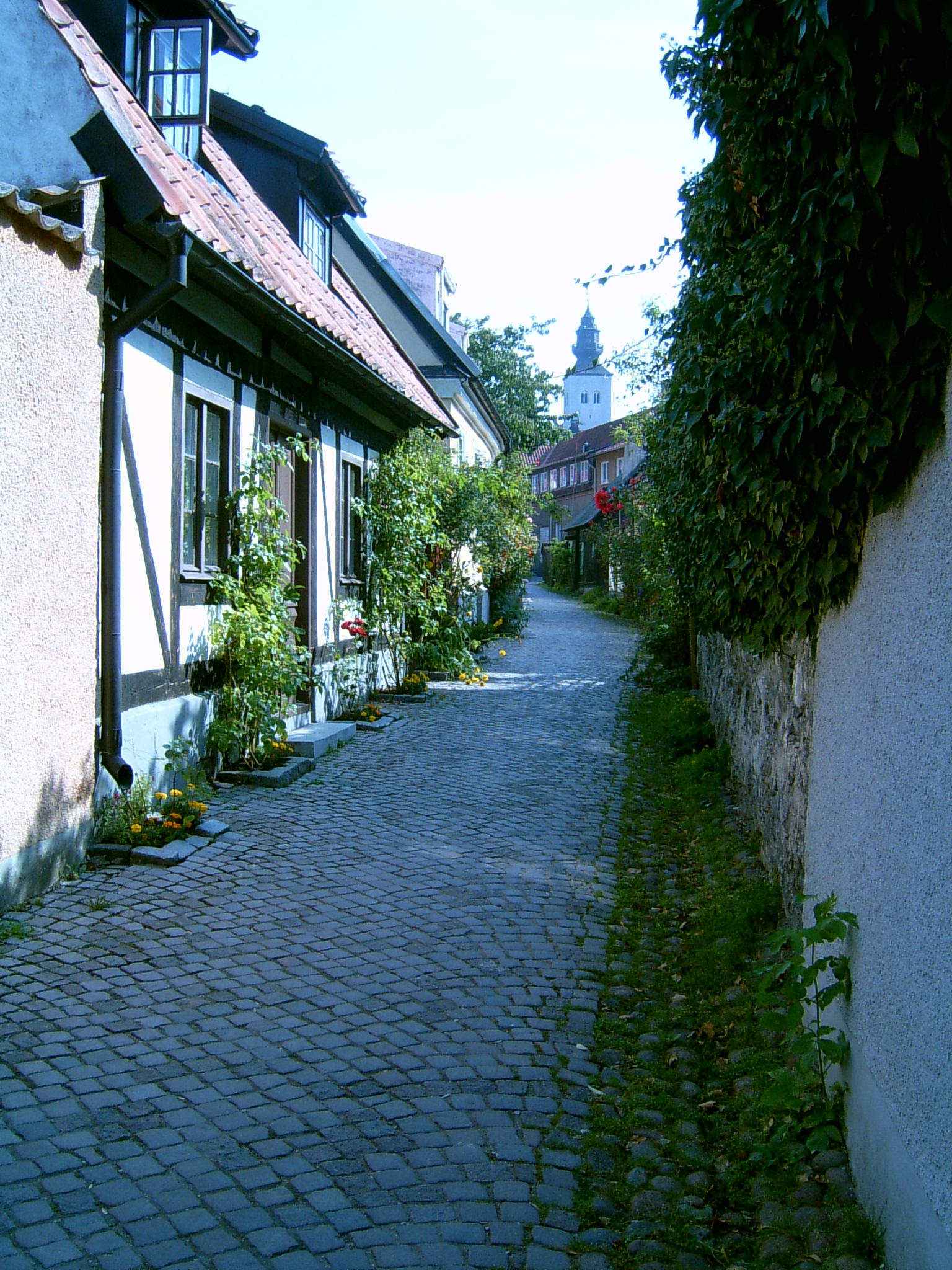
Fiskargränd
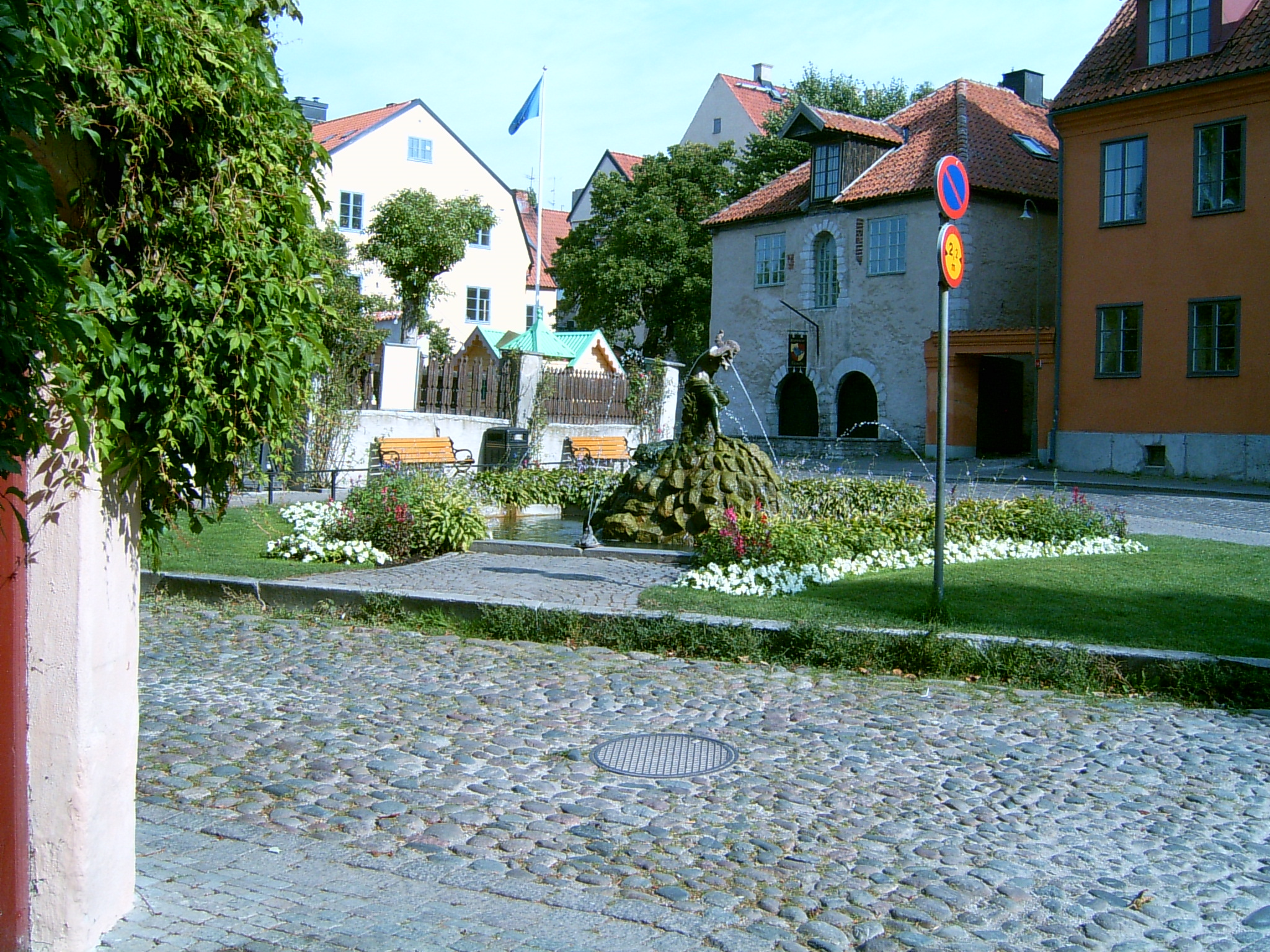
Packhusplan
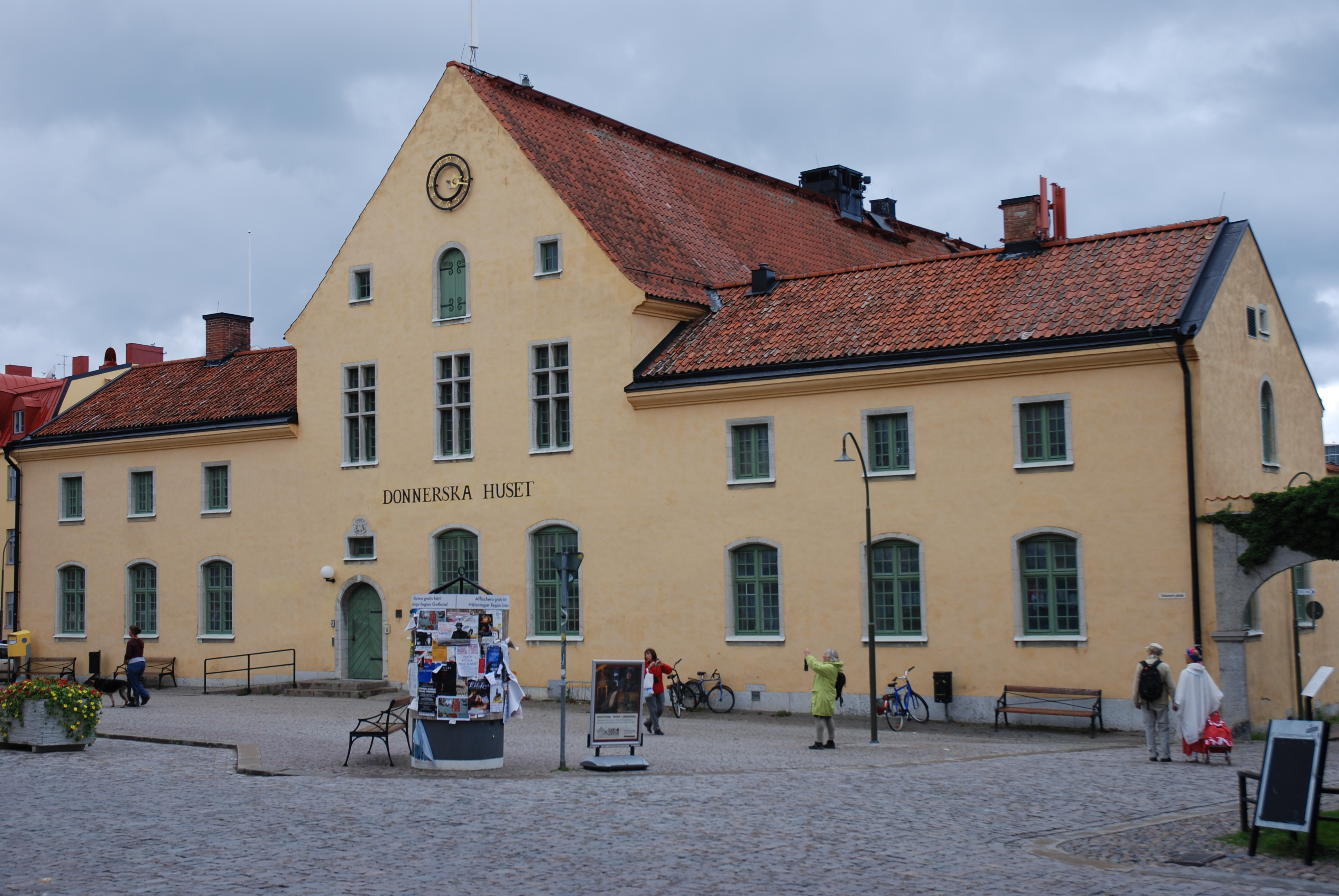
Donnerska huset
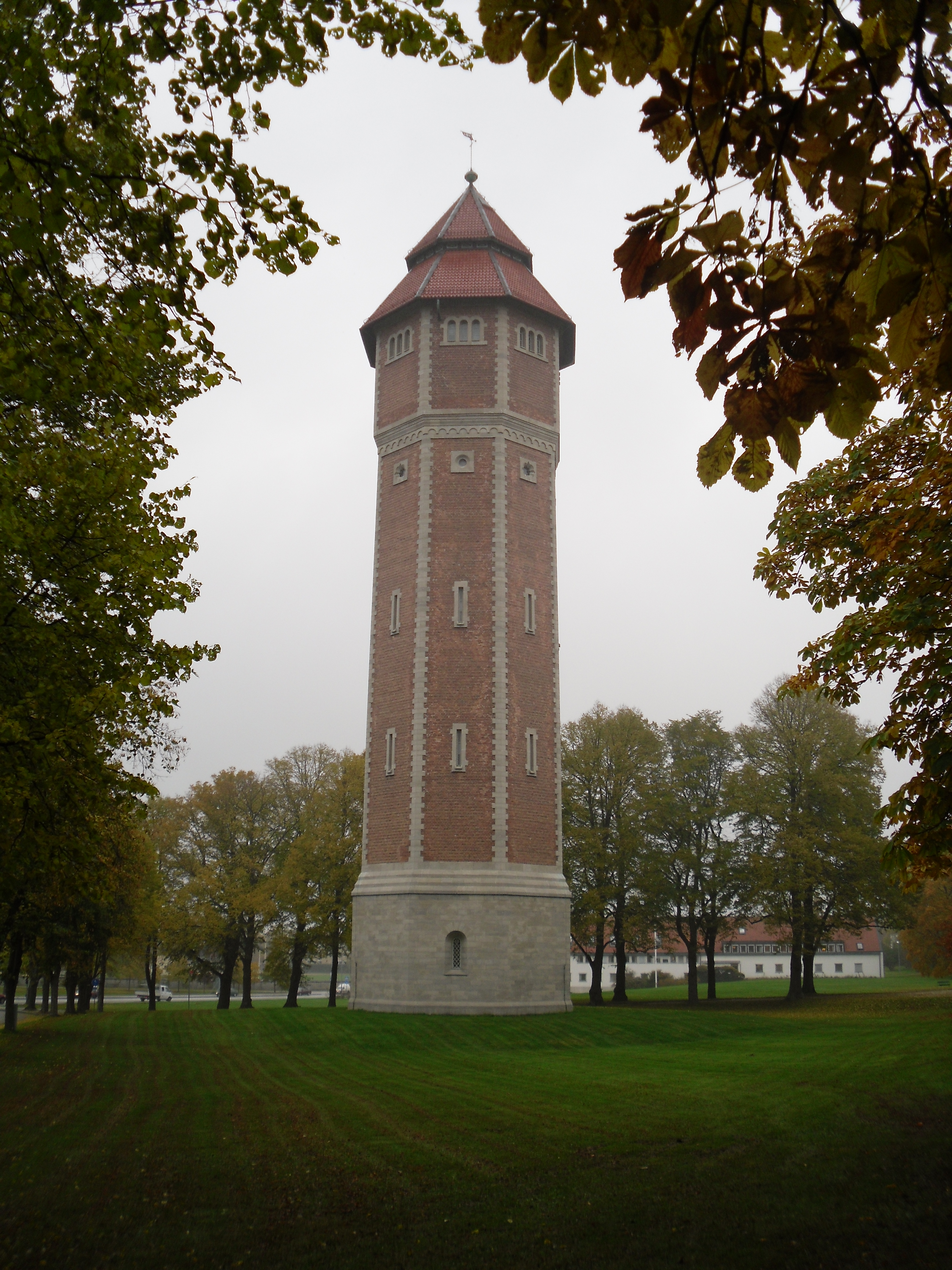
Visby vattentorn
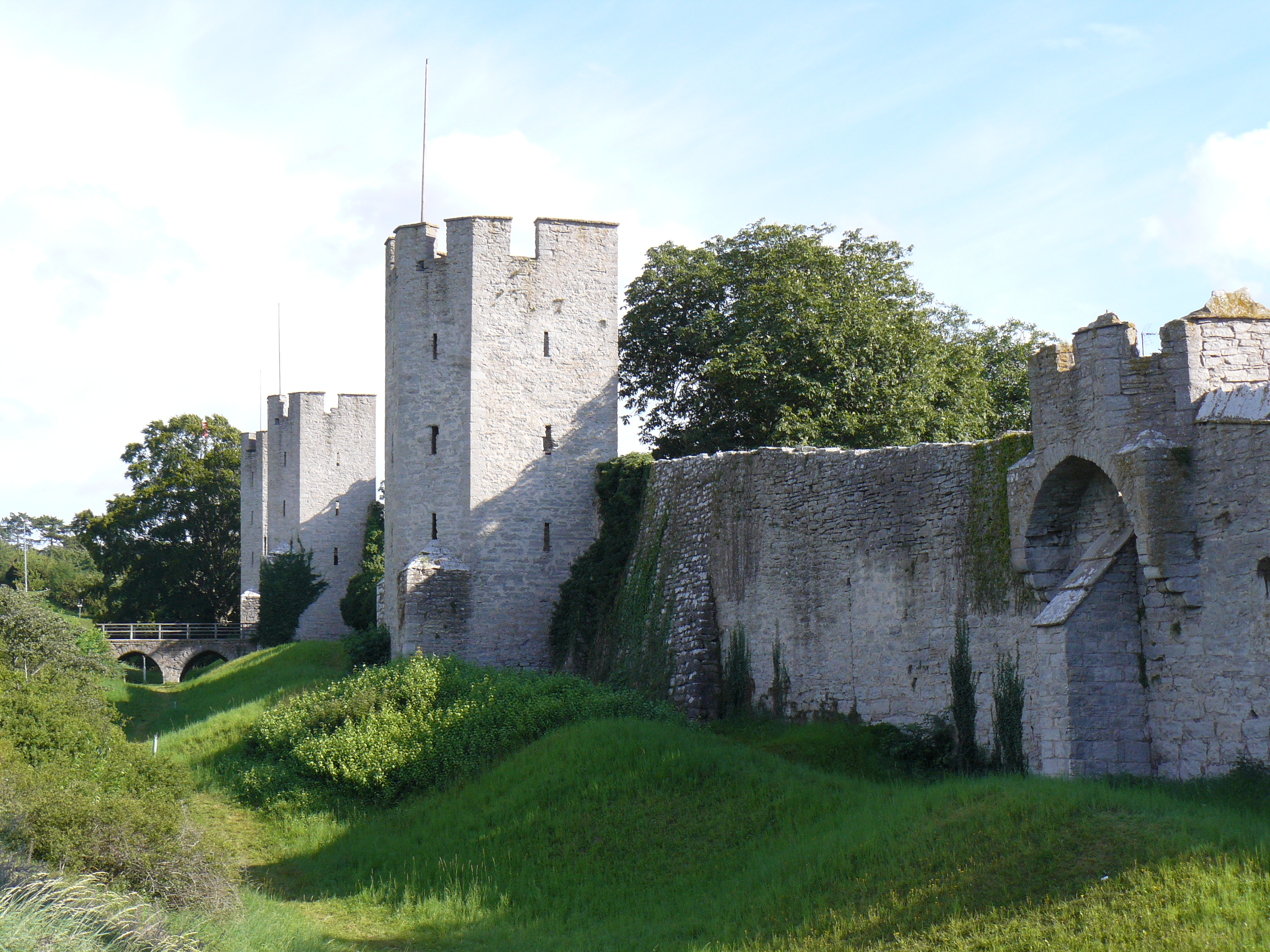
Nordergravar
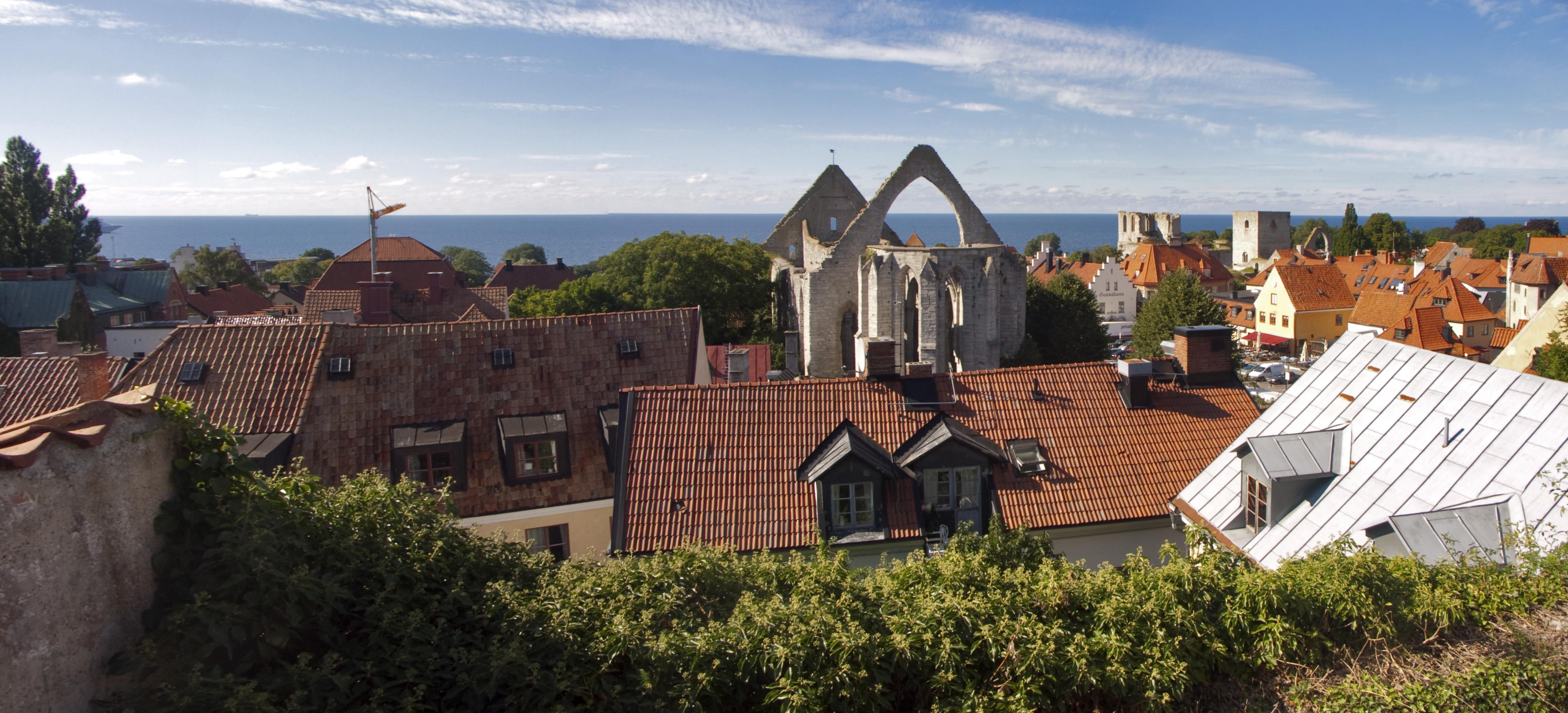
Panorama över innerstaden från Klinten
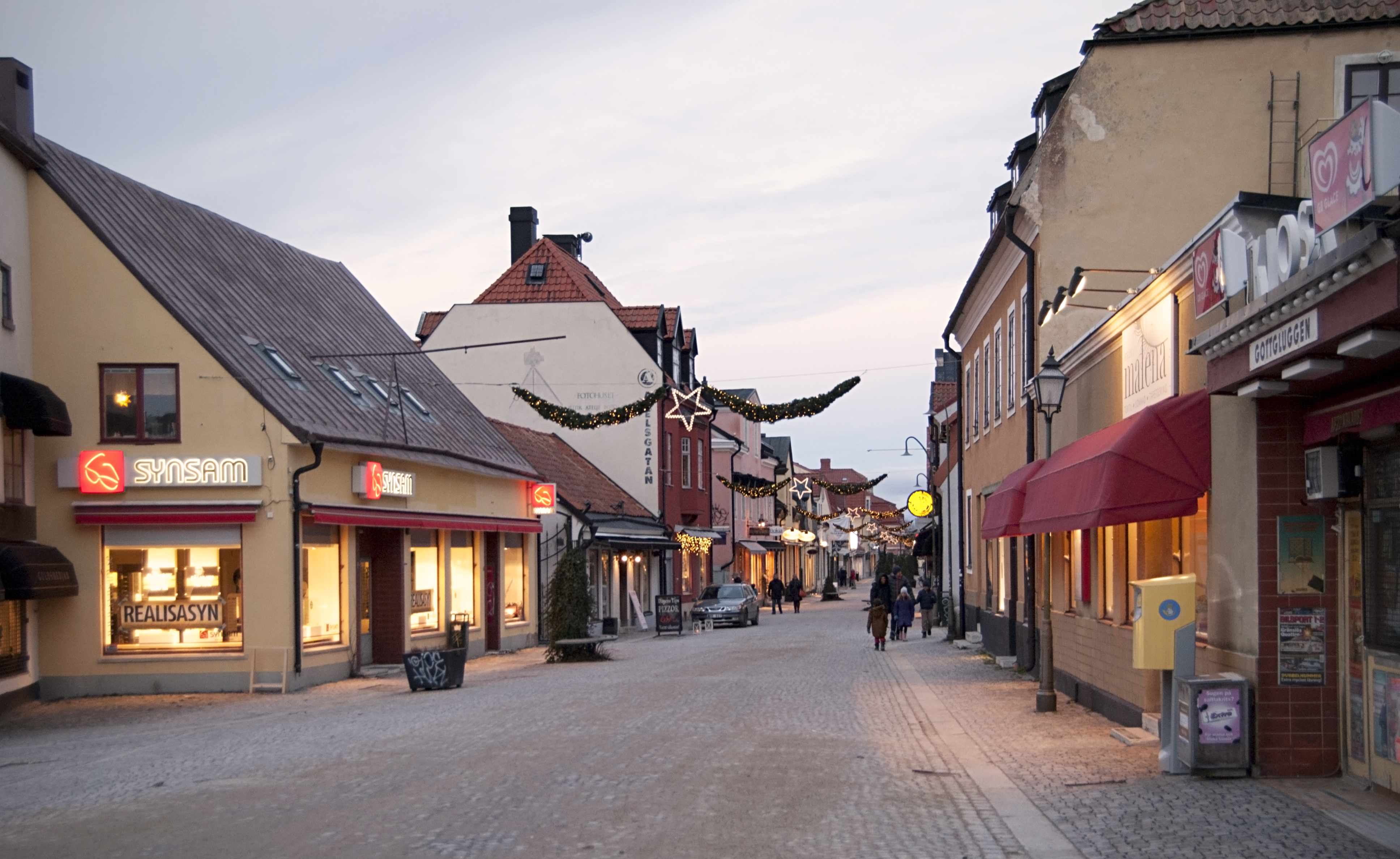
Huvudgatan Adelsgatan med många butiker
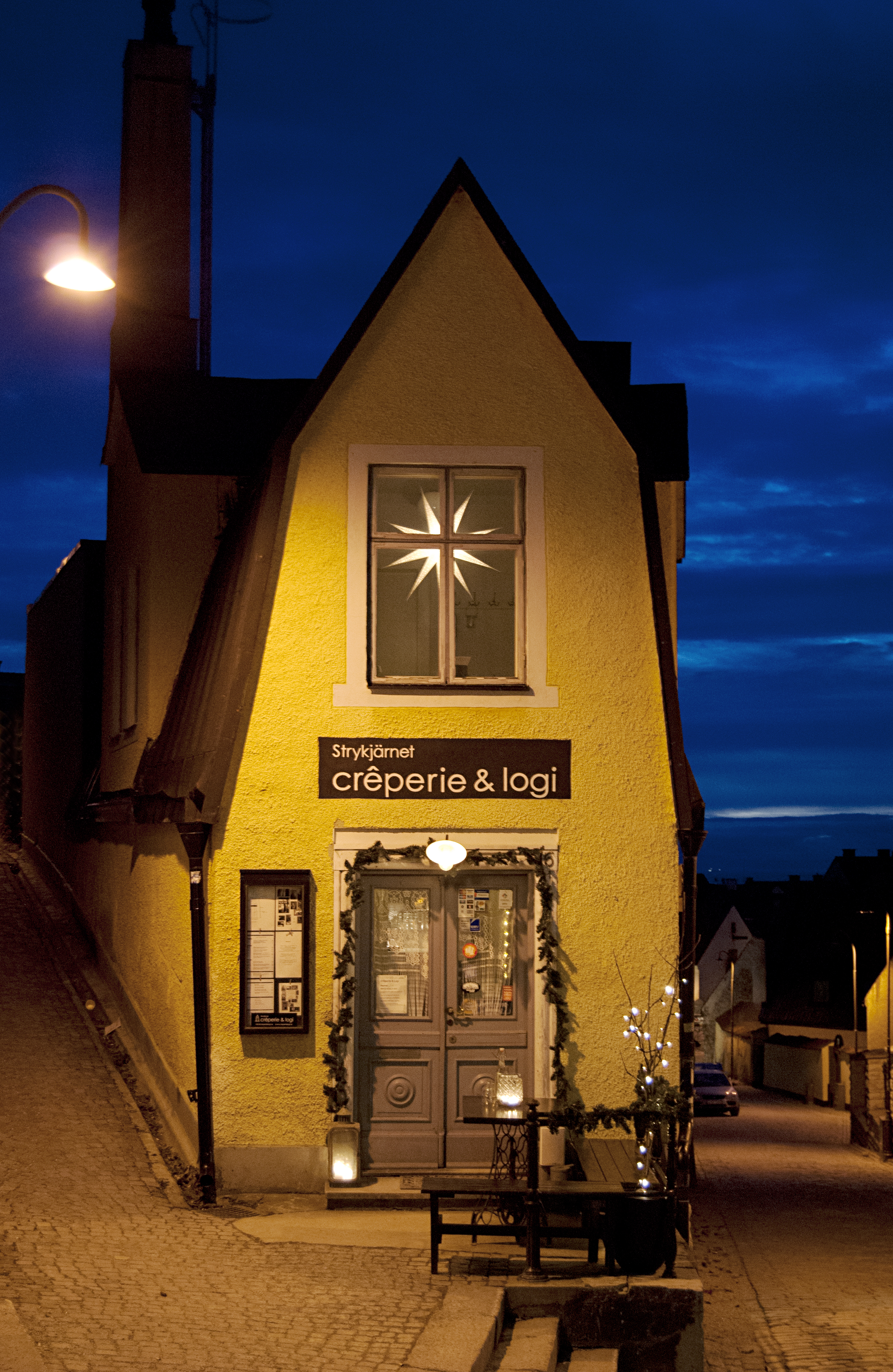
"Strykjärnet" Creperie och Logi vid Wallérs plats
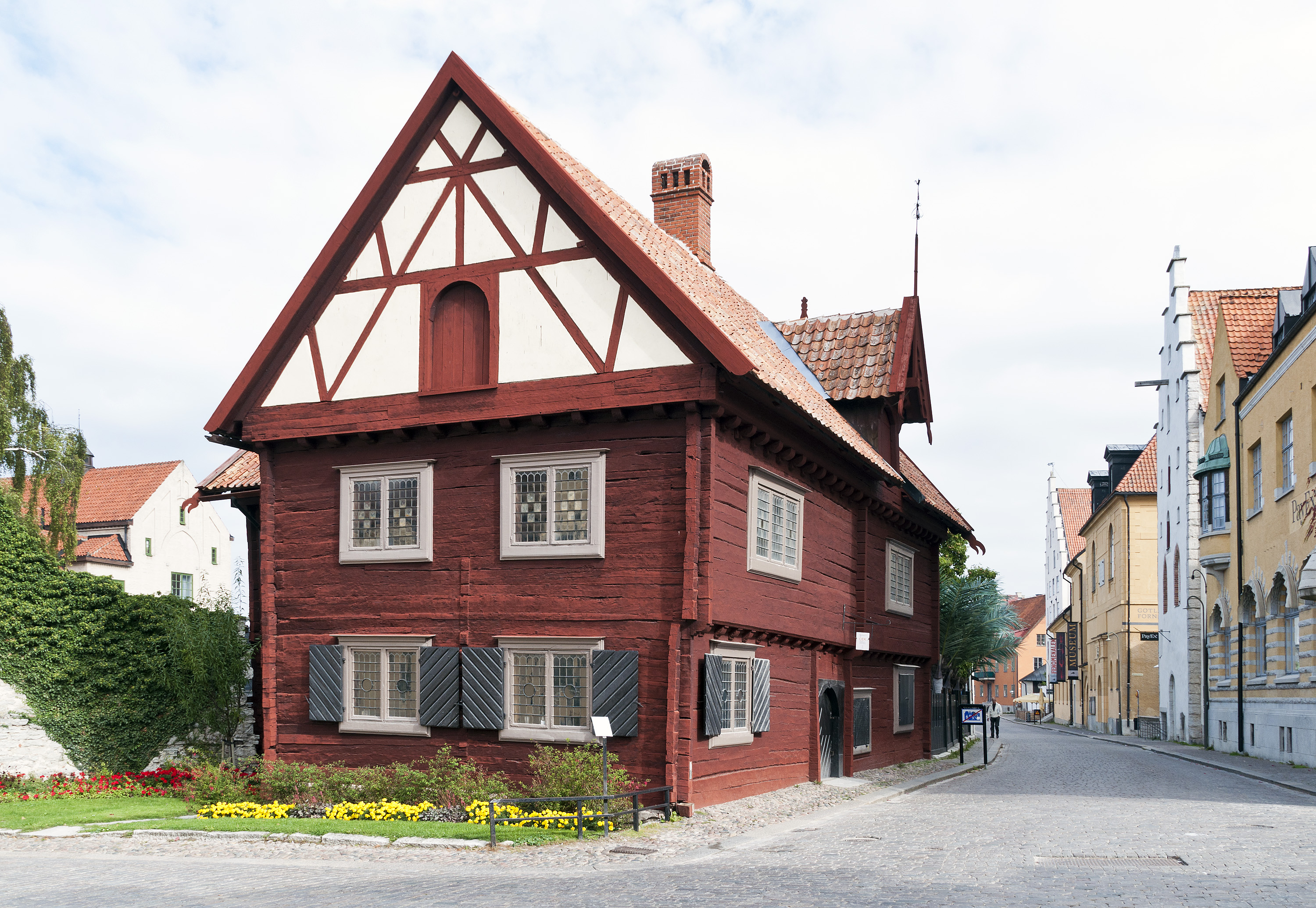
Burmeisterska huset vid Donners plats
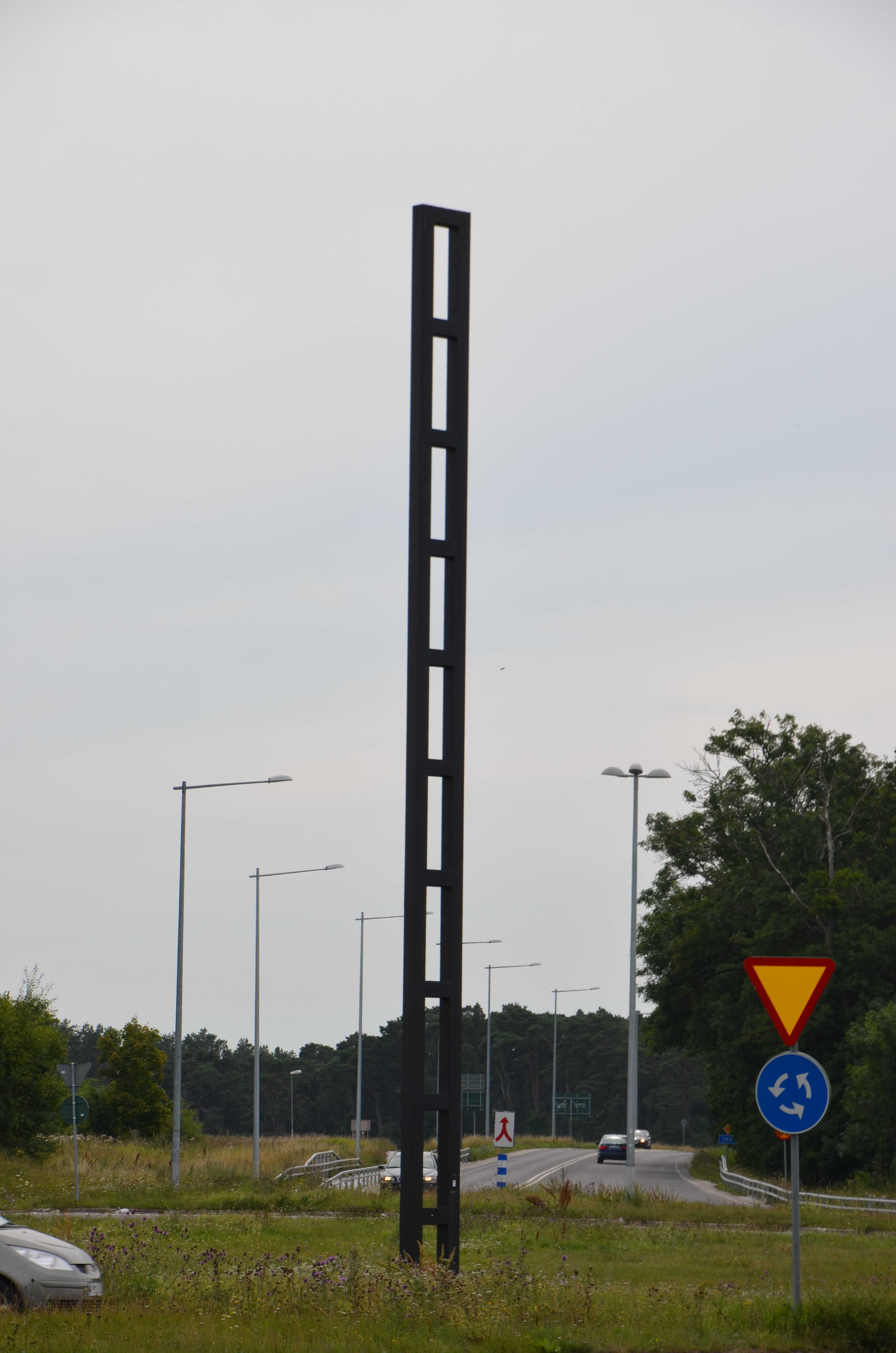
Omen  av Ingvar Cronhammar i rondellen vid södra infarten till Visby.

### Stormarknader, butikskedjor och enskilda butiker
Visbys viktigaste shoppingstråt är Adelsgatan, belägen strax innanför den sydöstra delen av ringmuren och sträcker sig från Söderport och norrut. Här ligger bland annat bokhandeln Wessman och Pettersson som startade sin verksamhet 1884. Gatan kantas vidare med för Visby gamla kända varumärken samt nya butiker.
I centrala Visby (Östercentrum) finns en rad butikskedjor representerade, bland annat: H&M, Kappahl, Expert, Cervera, Din sko, Kicks, Åhlens och Lindex. Under 2006–2007 har även MQ, Dressmann, Carlings och Cubus tillkommit. Den 17 april 2008 öppnade Clas Ohlson ett 1 300 m² stort varuhus under Åhléns lokaler. Intersport och Team Sportia har butiker i Visby. Intersports butik strax utanför Skarphäll är i folkmun känd som "Kvarnen", och den nybyggda affären vid Östercentrum ligger bredvid Clas Ohlson. Team Sportia har en butik vid Romarondellen bredvid bland annat ICA Maxi, Skokanonen och Hemtex.
Coop Forum finns i Östercentrum i Domus före detta lokaler. Ett nytt Coop Forum-varuhus finns i den östra delen av Visby invid det nybyggda ICA Maxi (2007) vid Romarondellen. I Östercentrum finns även Norrbys Bokhandel, en av Gotlands äldsta bokhandlar som tidigare låg på Hästgatan innanför muren. Överskottsbolaget (ÖoB) finns också sedan tiotalet år i den södra delen av Visby. Willys finns på Skarphällsområdet. Elgiganten byggde ett 1 900 m² stort varuhus 2005 på Skarphäll mellan Rusta och EM-möbler och lite längre norrut på samma område finns Jysk.

### Sjukhus och polishus

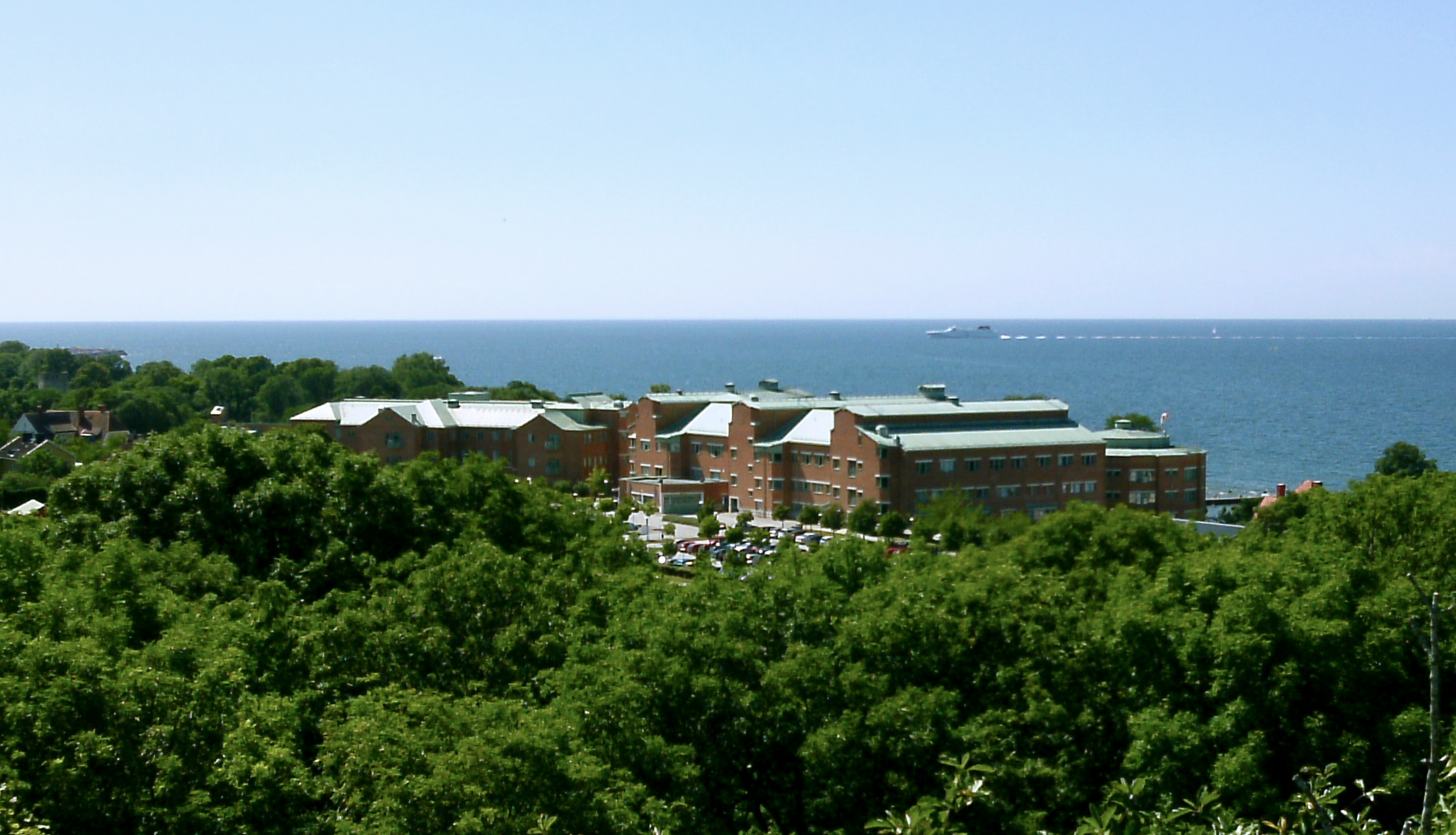
Visby lasarett sett från Galgberget.

Vid Helgeand på Norra kyrkogatan inrättades på 1840-talet ett lasarett. Visbys och Gotlands enda akutsjukhus idag är Visby lasarett som öppnades vid Strandgärdet den 10 februari 1903. En svensk allmän arkitekttävling utlystes 1985 för förnyelse av sjukhuset, som skedde i tre etapper mellan 1990 och 1997.Sjukhuset har bland annat runda vårdavdelningar med enbart enkelrum. Arkitekt: SAR, MSA Gösta Eliasson.
Den 24 september 2003 återinvigdes polishuset i Visby av dåvarande justitieminister Thomas Bodström. Polishuset inrymmer förutom polisen även kriminalvården och åklagare. Det tidigare polishuset kallades Blåkulla och uppfördes 1973. Samma år flyttades Visby häkte från "Sjumastaren", den gamla anstalten i Visby, till polishuset.  Anstalten i Visby, med fem platser i säkerhetsklass D, är Sveriges minsta.

### Nöjen och restauranger
Visby är en av de krogtätaste städerna i Sverige och har ett oproportionerligt stort utbud av restaurang- och matverksamheter som håller öppet året runt (cirka 30 stycken), men på sommaren stiger antalet till mer än det dubbla. Även snabbmatskedjor såsom McDonald's, MAX och Sibylla finns representerade i staden.
I den södra änden av Visby finns Uncle Joe's vilket är ett åretruntöppet nöjescenter med bowling, laserdome, biljard, dart, sportbar, restaurang, lammgrillning, logi och festvåning. Några kilometer söder om staden finns Kneippbyns sommarland och vattenland (endast sommaröppet).
Biostaden Borgen är Visbys största biograf med tre salonger med totalt 295 platser. Biografen invigdes i februari 2009 och ersatte därmed Visbys gamla biograf Röda Kvarn som visningsplats för Svenska Bios filmer. I maj 2011 öppnade Biostaden ytterligare en salong med 103 platser och möjlighet till digitala 3D-visningar. Övriga biografer är eller har varit Folkets Bio visningsplats för Folkets Bios filmer, Hansa Bio (1919-2006), Roxy, Röda Kvarn (tidigare Visby-Bio) och Royal (tidigare Visby Biografteater, nedlagd 1972).

## Näringsliv

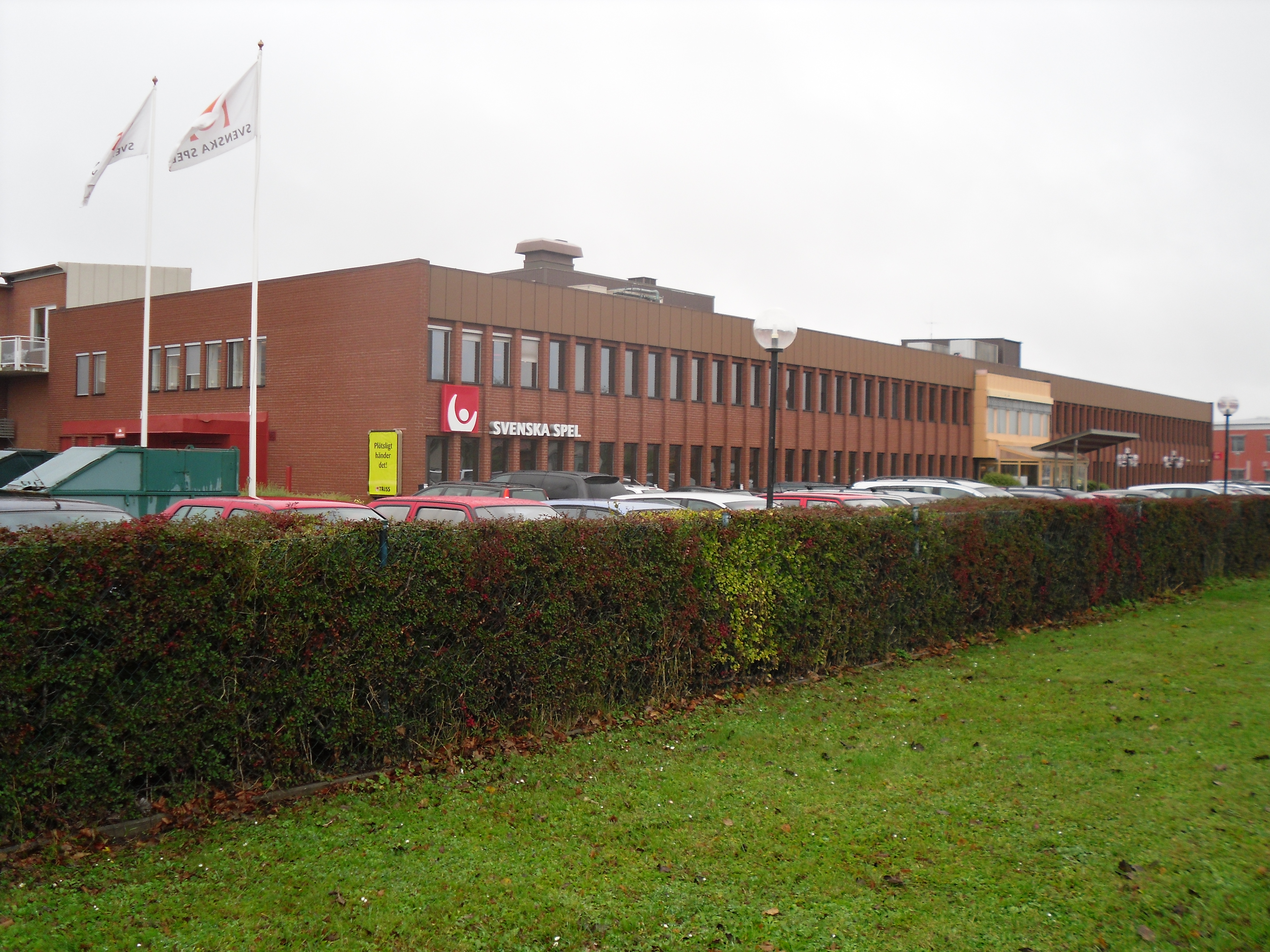
Svenska Spels huvudkontor i Visby.

Gotland är Sveriges mest företagstäta region/län med nästan 7 000 företag på drygt 57 000 invånare. De viktigaste näringsgrenarna på Gotland är besöks- och jordbruksnäringen. De största arbetsgivarna i Visby är: Destination Gotland, Gotlands kommun, Försäkringskassan, PayEx Finance AB, Svenska Spel och Samhall Baltic AB. Statliga myndigheter inkluderar Riksantikvarieämbetet, Sida, Länsstyrelsen i Gotlands län, Skatteverket, Kronofogdemyndigheten, CSN och Uppsala universitet - Campus Gotland.

### Besöksnäring
Turismen i Visby och på Gotland är utpräglad. Gotlands Turistförening (GTF) är Sveriges äldsta regionala turismförening och bildades redan 1896 med syftet att främja och företräda rese- och turistnäringen på Gotland. Visby som medeltidsstad lockar många besökare och 1995 upptogs Hansestaden Visby på Unescos världsarvslista med motiveringen "...ett synnerligen framstående exempel på en nordeuropeisk muromgärdad handelsstad som på ett unikt sätt bevarat sin stadsbild och sin synnerligen värdefulla bebyggelse, som till sin form och funktion klart uttrycker denna betydande mänskliga bosättning." År 2010 reste totalt 1 949 385 personer till och från Gotland med färja och flyg.

### Bankväsende
DBV:s sparbank grundades 1832 och verkade som en fristående sparbank fram till 1982 när den uppgick i Sparbanken Gothia, sedermera en del av Swedbank.
År 1869 inledde Gotlands enskilda bank sin verksamhet. Den övertogs av Bankaktiebolaget Södra Sverige år 1907 vilket ledde till att en ny lokal affärsbank kallad Gottlands bank omedelbart grundades. Dess verksamhet på Gotland köptes år 1956 av Svenska Handelsbanken, som tidigare tagit över Bankaktiebolaget Södra Sverige.
Alla de fyra storbankerna har kontor i Visby. Handelsbanken var den sista banken att ha mer än ett kontor i staden tills de avvecklade kontoret på Adelsgatan hösten 2020.

## Kommunikationer

### Färja

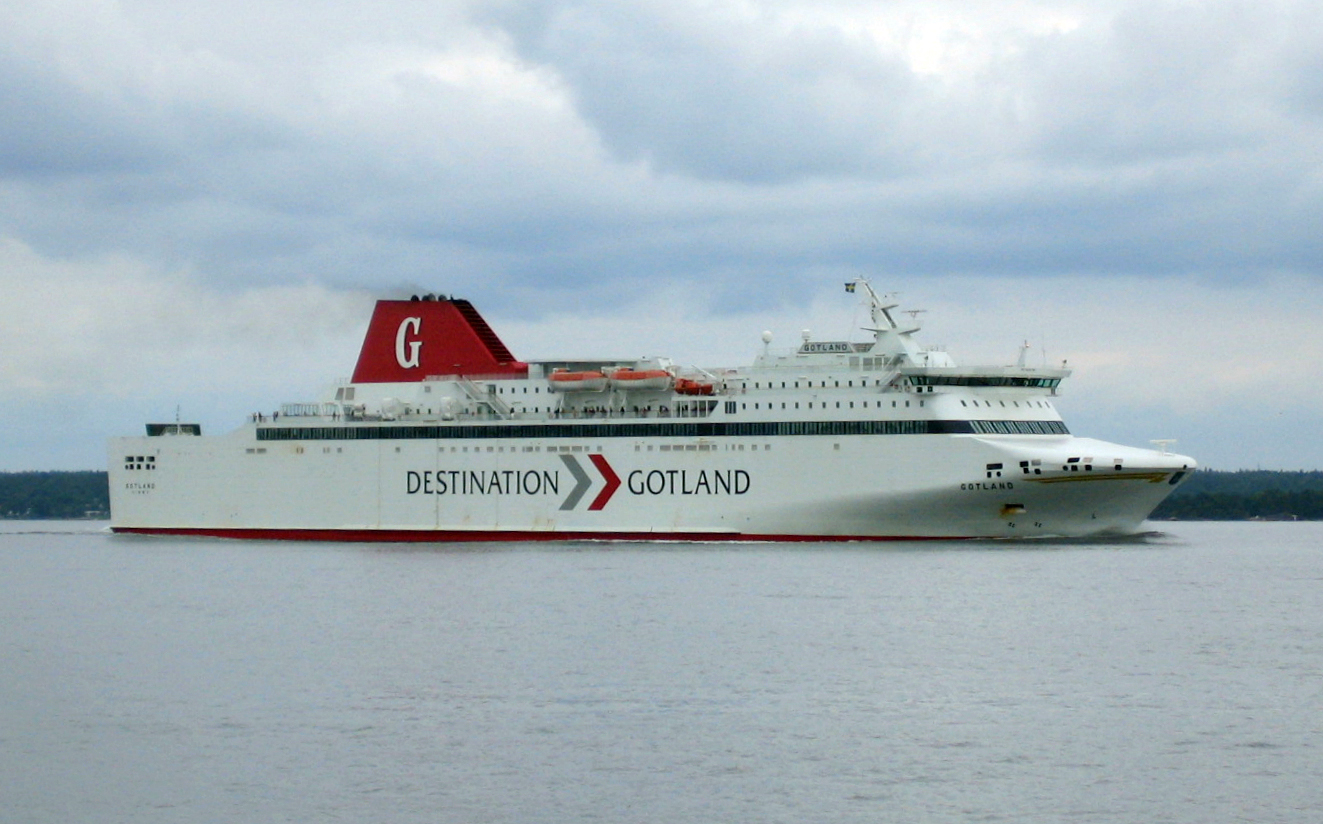
Bilfärjan tillhör Destination Gotlands flotta.

Den första reguljära ångbåtstrafiken med tidtabell från Visby till fastlandet inleddes 1866 av Ångfartygsbolaget Gotland, senare Rederi AB Gotland. Under perioden 1988–1997 drev Gotlandslinjen färjetrafiken. Idag bedriver Destination Gotland (ett dotterbolag till Rederi AB Gotland) färjetrafiken mellan Nynäshamn–Visby och Oskarshamn–Visby och Västervik–Visby på uppdrag av staten (Trafikverket). Fyra snabbfärjor trafikerar linjerna. Resan från och till destinationerna tar cirka tre timmar. Visby–Grankullavik trafikerades 2007–2009. Under 2010 transporterade Destination Gotland 1 652 932 passagerare, 498 010 personfordon och 728 671 längdmeter gods mellan Visby och fastlandet. I april 2018 anlände det första fartyget till den nya kryssningskajen. Den nya kajen ligger i den södra delen av hamnen i området Kopparsvik.

### Flyg

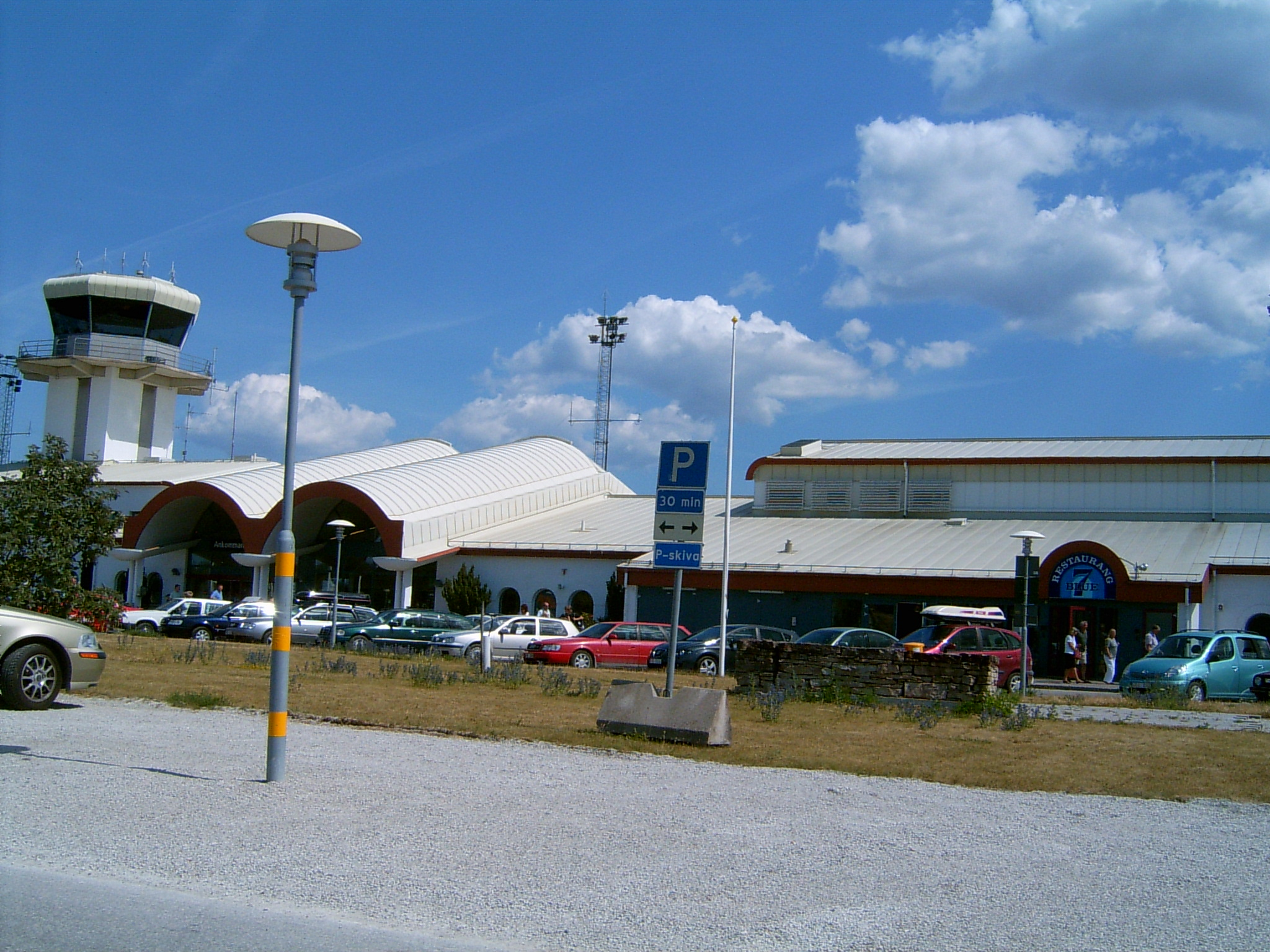
Visby flygplats.

Visby flygplats som ägs av Swedavia ligger strax norr om Visby där Gotlandsflyg och Direktflyg är några av bolagen som trafikerar flygplatsen. Visby har åretruntförbindelser med i första hand Bromma och Arlanda. Sommartid ökar antalet inhemska flyglinjer ytterligare och man kan även ta sig hit med reguljärt flyg direkt från Helsingfors och Oslo. Visby har också flera charteravgångar under året. Flygets betydelse för Gotland gör att Visby flygplats har en strategisk roll och i mars 2009 beslutade regeringen att Visby flygplats skulle ingå i det nationella basutbudet av flygplatser. Under 2010 flög totalt 308 000 personer till/från Visby flygplats.

### Buss
Visby Busstation är utgångspunkt för landsbygdstrafiken på Gotland och ligger vid Kung Magnus väg vid Kajsarporten. Det finns även stadstrafik som består av fyra olika busslinjer samt tre olika servicelinjer som körs av Visby Lokaltrafik AB som är ett av bolagen i samarbetet Gotlandsbuss AB som gav lägsta bud för upphandlingen av busstrafik på Gotland med trafikstart 2009.

## Utbildning

### Skolor
Redan under medeltiden var Visby en viktig utbildningsstad och minst fyra skolor är kända. Där fanns också, precis som i universitetsstäderna, "bursor" (bostäder) för studenterna att bo i, på "Bursengatan". Först 1820 fick Visby ett gymnasium. Ett nytt skolhus för Visby högre elementarläroverk (senare Sankt Hansskolan) grundlades 1855 och invigdes 1859. Arkitekten var Fredrik Wilhelm Scholander.

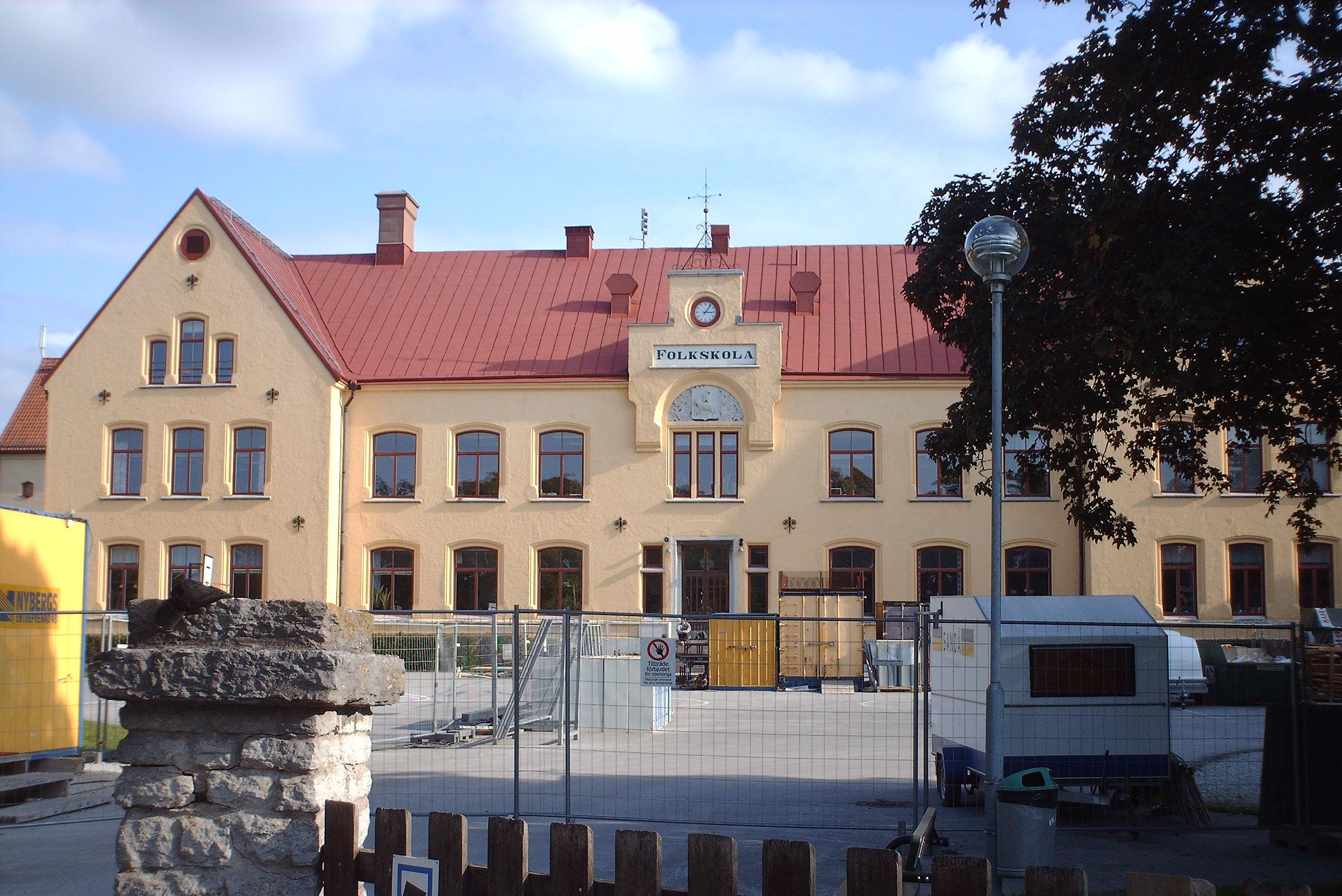
Solbergaskolan från väster.

Visby har idag (2025) två kommunala högstadieskolor: Södervärnskolan och Solbergaskolan (tidigare Östra Folkskolan). De som går på Södervärn är elever från låg- och mellanstadieskolorna Gråboskolan, Terra Novaskolan, Lyckåkerskolan och Västerhejdeskolan (även elever från Eskelhem skola). De som går på Solberga kommer främst från S:t Hansskolan, Norrbackaskolan, Tjelvarskolan och Alléskolan. Flera av stadens mest närliggande socknar hör också till Visbys upptagningsområde gällande högstadiet, även om eleverna går låg- och mellanstadiet utanför staden. 
Staden har dessutom fyra friskolor, varav den största är Innovitaskolan Visby (tidigare Atheneskolan) som inte platsar inom någon särskild pedagogik utan har sin helt egna profil. De andra friskolorna är Gotlands Montessorifriskola, som är öns äldsta friskola, Waldorfskolan Orionskolan samt Guteskolan Guteskolan har teknik, hantverk och naturbruksprogram.
Gotland hade länge ett enda kommunalt gymnasium, Säveskolan, som efter uppdelningar i fem enheter,[när?] åter samlades år 2014 i Wisbygymnasiet. Hösten 2008 startades även Gotlands Hästgymnasium. I Visby finns även 31 av Gotlands 60 förskolor. Övriga skolor med helt eller delvis baserade skolenheter i Visby är Särskolan, Komvux, Kulturskolan och Folkhögskolan.

### Högskolan och Uppsala universitet – Campus Gotland
Högskolan på Gotland (HGO) hade sitt campus i Visby och etablerades som självständigt lärosäte år 1998. HGO hade 2458 helårsstuderande år 2010 och totalt 6 831 registrerade studenter. Dess utbildningar spände över kunskapsområden som biologi, byggnadsvård, ekonomi, pedagogik, arkeologi, programmering, speldesign, juridik, etnologi, historia, kvalitetsteknik, samhällsgeografi, renässansstudier med mera. Från år 2009 lanserades en satsning på en ny form av Liberal arts-utbildning, delvis efter amerikansk modell. Högskolan var belägen mellan Visby hamn och Almedalen i ett äldre före detta industriområde. I huvudbyggnaden var ursprungligen en maltfabrik belägen. Även en tändsticksfabrik och mekanisk industri (Graham Brothers) har funnits i området, vilket var den första storskaliga industriella mekaniska verkstadsindustrin i Visby och startades under namnet Visby Mekaniska Verkstad år 1876. Den 1 juli slogs Högskolan på Gotland samman med Uppsala universitet. Det nya namnet på byggnaderna är Uppsala universitet – Campus Gotland.

## Kultur
Länsteatern på Gotland etablerades 1995 i ett samarbete mellan kommunen, staten och den fria ensemblen Bryggeriteatern. Det är Sveriges minsta länsteater och har sin fasta scen på Bredgatan 10 i Visby. Gotlands museum och Gotlands konstmuseum ligger båda i Visby.

### Evenemang
Återkommande evenemang som lockar många till Visby är bland annat Almedalsveckan, Medeltidsveckan och Gotland Grand National. Konferensen Offentliga rummet ägde rum i Visby 2015. Över 600 personer deltog på evenemanget som är en mötesplats för inspiration och tankeutbyte om hur digitalisering kan bidra till en modern och samverkande offentlig sektor.

### Idrott

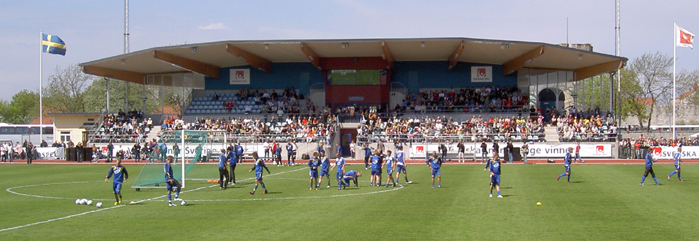
Idrottsplatsen Gutavallen i Visby.

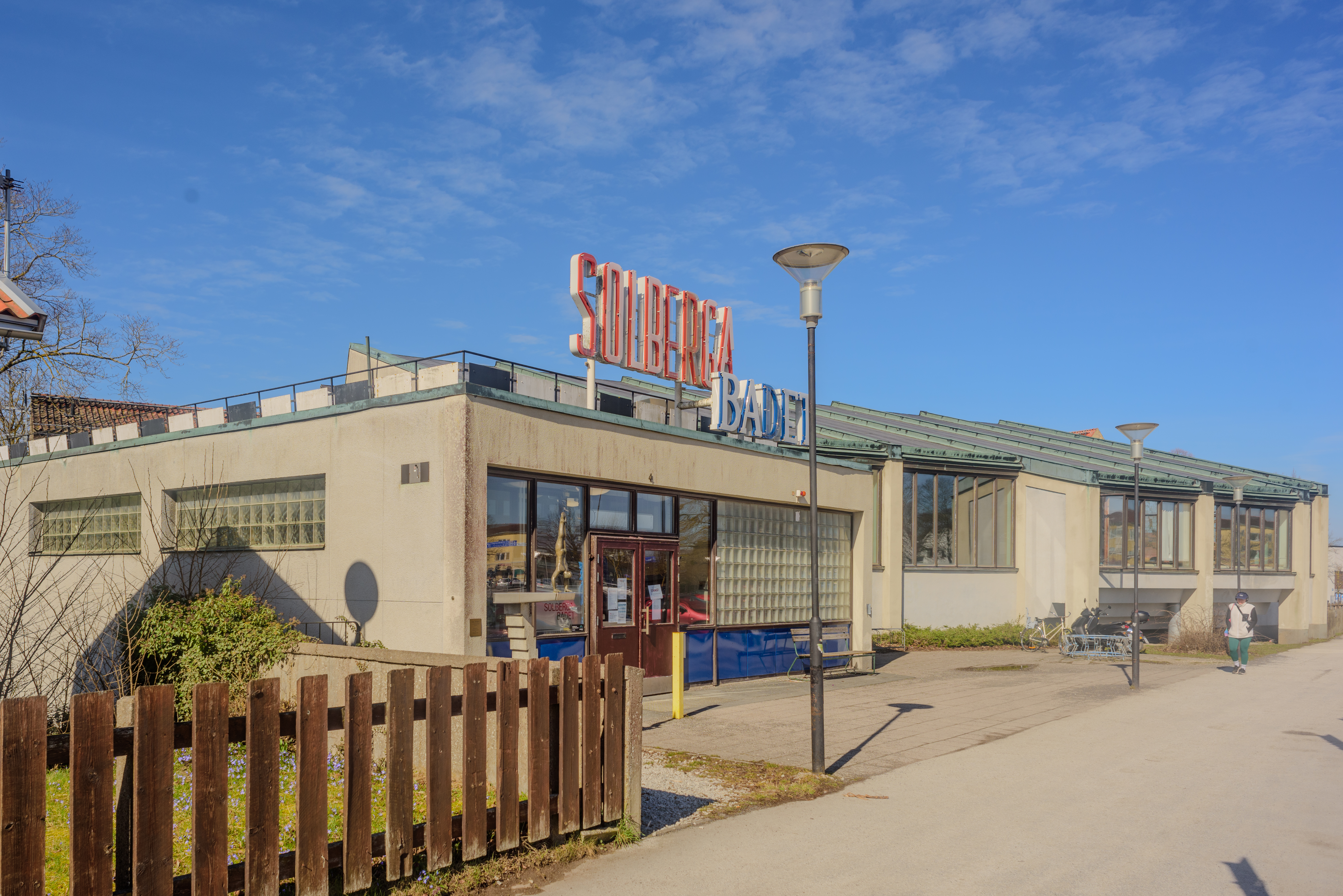
Solbergabadet.

Gutavallen är en idrottsplats för fotboll och friidrott i Visby som invigdes 1927. Nuvarande huvudläktare invigdes 1999 som en ersättning för den träläktare från 1920-talet, vilken eldhärjades 1998. P18 IK, FC Gute, Visby AIK och IFK Visby är fotbollsklubbar från Visby. Visby ishall är ortens enda ishall där ishockeyklubben Visby/Roma HK har sin hemmaplan. Visby IBK är en innebandyklubb från Visby som har sin hemmaplan i Ica Maxi Arena sedan år 2015. Även dambasketklubben Visby Ladies Basket Club har sin hemmaplan i Ica Maxi Arena. Båda dessa klubbar spelar i högsta serien i respektive sport.
Norr om Visby håller Visby Tennisklubb till i Rackethallen och Bysarna är en speedwayklubb som fram till och med 2008 hade sin hemmaarena på Galgberget, även det norr om Visby. Skrubbs är en travbana belägen i utkanten av Visby som används av Visbytravet. På Visbytravet anordnas travtävlingar under säsongen april–augusti. På Solbergabadet vid Solbergaskolan har följande föreningar verksamhet: Wisby simsällskap, Dykarklubben Bottenskraparna, Gotlands dykarklubb och Svenska Livräddningssällskapet. Solbergabadet invigdes 1961, och genomgick en omfattande renovering 1999-2000.
I Visby hamn finns det en gammal sockersilo som numera är avsedd för klättring tack vare Visby Klätterklubb. 2010 monterades en 14 meter hög klättervägg med topprep och ledklättringsmöjligheter och bredvid repväggen finns även en bouldervägg samt ett träningsområde med diverse vikter och stänger.

### Visby på frimärken
Visby finns avbildade på svenska frimärken som utkom 2002-03-21.